# Llista d'asteroides (304001-305000)
Llista d'asteroides del 304.001 al 305.000, amb data de descoberta i descobridor. És un fragment de la llista d'asteroides completa. Als asteroides se'ls dona un número quan es confirma la seva òrbita, per tant apareixen llistats aproximadament segons la data de descobriment.

## 304001-304100
| Nom    | Designació provisional | Data de descobriment | Lloc de descobriment | Descobridor/s     |
| ------ | ---------------------- | -------------------- | -------------------- | ----------------- |
| 304001 | 2006 BJ241             | 31 de gener de 2006  | Kitt Peak            | Spacewatch        |
| 304002 | 2006 BZ260             | 31 de gener de 2006  | Mount Lemmon         | Mt. Lemmon Survey |
| 304003 | 2006 BM264             | 31 de gener de 2006  | Kitt Peak            | Spacewatch        |
| 304004 | 2006 BQ269             | 28 de gener de 2006  | Anderson Mesa        | LONEOS            |
| 304005 | 2006 CZ2               | 1 de febrer de 2006  | Mount Lemmon         | Mt. Lemmon Survey |
| 304006 | 2006 CR15              | 1 de febrer de 2006  | Kitt Peak            | Spacewatch        |
| 304007 | 2006 CE22              | 1 de febrer de 2006  | Mount Lemmon         | Mt. Lemmon Survey |
| 304008 | 2006 CY26              | 2 de febrer de 2006  | Kitt Peak            | Spacewatch        |
| 304009 | 2006 CQ27              | 2 de febrer de 2006  | Kitt Peak            | Spacewatch        |
| 304010 | 2006 CK40              | 2 de febrer de 2006  | Mount Lemmon         | Mt. Lemmon Survey |
| 304011 | 2006 CQ61              | 3 de febrer de 2006  | Anderson Mesa        | LONEOS            |
| 304012 | 2006 DA2               | 20 de febrer de 2006 | Kitt Peak            | Spacewatch        |
| 304013 | 2006 DV5               | 20 de febrer de 2006 | Catalina             | CSS               |
| 304014 | 2006 DL8               | 21 de febrer de 2006 | Mount Lemmon         | Mt. Lemmon Survey |
| 304015 | 2006 DO10              | 20 de febrer de 2006 | Catalina             | CSS               |
| 304016 | 2006 DB11              | 21 de febrer de 2006 | Catalina             | CSS               |
| 304017 | 2006 DA23              | 20 de febrer de 2006 | Kitt Peak            | Spacewatch        |
| 304018 | 2006 DH27              | 20 de febrer de 2006 | Kitt Peak            | Spacewatch        |
| 304019 | 2006 DH33              | 20 de febrer de 2006 | Kitt Peak            | Spacewatch        |
| 304020 | 2006 DN37              | 20 de febrer de 2006 | Mount Lemmon         | Mt. Lemmon Survey |
| 304021 | 2006 DS41              | 23 de febrer de 2006 | Kitt Peak            | Spacewatch        |
| 304022 | 2006 DP45              | 20 de febrer de 2006 | Mount Lemmon         | Mt. Lemmon Survey |
| 304023 | 2006 DC47              | 20 de febrer de 2006 | Mount Lemmon         | Mt. Lemmon Survey |
| 304024 | 2006 DF55              | 24 de febrer de 2006 | Socorro              | LINEAR            |
| 304025 | 2006 DR59              | 24 de febrer de 2006 | Mount Lemmon         | Mt. Lemmon Survey |
| 304026 | 2006 DK67              | 22 de febrer de 2006 | Catalina             | CSS               |
| 304027 | 2006 DM69              | 20 de febrer de 2006 | Kitt Peak            | Spacewatch        |
| 304028 | 2006 DO69              | 20 de febrer de 2006 | Kitt Peak            | Spacewatch        |
| 304029 | 2006 DV73              | 23 de febrer de 2006 | Kitt Peak            | Spacewatch        |
| 304030 | 2006 DA74              | 23 de febrer de 2006 | Kitt Peak            | Spacewatch        |
| 304031 | 2006 DM81              | 24 de febrer de 2006 | Kitt Peak            | Spacewatch        |
| 304032 | 2006 DR89              | 24 de febrer de 2006 | Mount Lemmon         | Mt. Lemmon Survey |
| 304033 | 2006 DX89              | 24 de febrer de 2006 | Kitt Peak            | Spacewatch        |
| 304034 | 2006 DS90              | 24 de febrer de 2006 | Kitt Peak            | Spacewatch        |
| 304035 | 2006 DY92              | 24 de febrer de 2006 | Kitt Peak            | Spacewatch        |
| 304036 | 2006 DX101             | 25 de febrer de 2006 | Kitt Peak            | Spacewatch        |
| 304037 | 2006 DO104             | 25 de febrer de 2006 | Kitt Peak            | Spacewatch        |
| 304038 | 2006 DE115             | 27 de febrer de 2006 | Kitt Peak            | Spacewatch        |
| 304039 | 2006 DY119             | 20 de febrer de 2006 | Catalina             | CSS               |
| 304040 | 2006 DH134             | 25 de febrer de 2006 | Kitt Peak            | Spacewatch        |
| 304041 | 2006 DL134             | 25 de febrer de 2006 | Kitt Peak            | Spacewatch        |
| 304042 | 2006 DR140             | 25 de febrer de 2006 | Kitt Peak            | Spacewatch        |
| 304043 | 2006 DN150             | 25 de febrer de 2006 | Kitt Peak            | Spacewatch        |
| 304044 | 2006 DK153             | 25 de febrer de 2006 | Kitt Peak            | Spacewatch        |
| 304045 | 2006 DT166             | 27 de febrer de 2006 | Kitt Peak            | Spacewatch        |
| 304046 | 2006 DR189             | 27 de febrer de 2006 | Kitt Peak            | Spacewatch        |
| 304047 | 2006 DL194             | 28 de febrer de 2006 | Mount Lemmon         | Mt. Lemmon Survey |
| 304048 | 2006 DO216             | 20 de febrer de 2006 | Kitt Peak            | Spacewatch        |
| 304049 | 2006 ED19              | 2 de març de 2006    | Kitt Peak            | Spacewatch        |
| 304050 | 2006 EQ19              | 2 de març de 2006    | Kitt Peak            | Spacewatch        |
| 304051 | 2006 ES33              | 3 de març de 2006    | Catalina             | CSS               |
| 304052 | 2006 EV33              | 3 de març de 2006    | Catalina             | CSS               |
| 304053 | 2006 EX33              | 3 de març de 2006    | Catalina             | CSS               |
| 304054 | 2006 EB38              | 4 de març de 2006    | Mount Lemmon         | Mt. Lemmon Survey |
| 304055 | 2006 EM48              | 4 de març de 2006    | Kitt Peak            | Spacewatch        |
| 304056 | 2006 EG65              | 5 de març de 2006    | Kitt Peak            | Spacewatch        |
| 304057 | 2006 EA66              | 5 de març de 2006    | Kitt Peak            | Spacewatch        |
| 304058 | 2006 FH3               | 23 de març de 2006   | Kitt Peak            | Spacewatch        |
| 304059 | 2006 FX3               | 23 de març de 2006   | Kitt Peak            | Spacewatch        |
| 304060 | 2006 FQ12              | 23 de març de 2006   | Kitt Peak            | Spacewatch        |
| 304061 | 2006 FB13              | 23 de març de 2006   | Kitt Peak            | Spacewatch        |
| 304062 | 2006 FW15              | 23 de març de 2006   | Mount Lemmon         | Mt. Lemmon Survey |
| 304063 | 2006 FY16              | 23 de març de 2006   | Mount Lemmon         | Mt. Lemmon Survey |
| 304064 | 2006 FM22              | 24 de març de 2006   | Mount Lemmon         | Mt. Lemmon Survey |
| 304065 | 2006 FM23              | 24 de març de 2006   | Kitt Peak            | Spacewatch        |
| 304066 | 2006 FN24              | 24 de març de 2006   | Kitt Peak            | Spacewatch        |
| 304067 | 2006 FT34              | 25 de març de 2006   | Palomar              | NEAT              |
| 304068 | 2006 FB38              | 23 de març de 2006   | Kitt Peak            | Spacewatch        |
| 304069 | 2006 FR47              | 24 de març de 2006   | Socorro              | LINEAR            |
| 304070 | 2006 FO49              | 25 de març de 2006   | Catalina             | CSS               |
| 304071 | 2006 FS53              | 25 de març de 2006   | Kitt Peak            | Spacewatch        |
| 304072 | 2006 GQ15              | 2 d'abril de 2006    | Kitt Peak            | Spacewatch        |
| 304073 | 2006 GK21              | 2 d'abril de 2006    | Mount Lemmon         | Mt. Lemmon Survey |
| 304074 | 2006 GR24              | 2 d'abril de 2006    | Kitt Peak            | Spacewatch        |
| 304075 | 2006 GT25              | 2 d'abril de 2006    | Kitt Peak            | Spacewatch        |
| 304076 | 2006 GP30              | 2 d'abril de 2006    | Mount Lemmon         | Mt. Lemmon Survey |
| 304077 | 2006 GO31              | 2 d'abril de 2006    | Kitt Peak            | Spacewatch        |
| 304078 | 2006 GW35              | 7 d'abril de 2006    | Catalina             | CSS               |
| 304079 | 2006 GQ37              | 9 d'abril de 2006    | Kitt Peak            | Spacewatch        |
| 304080 | 2006 GN38              | 4 d'abril de 2006    | Crni Vrh             | Crni Vrh          |
| 304081 | 2006 GK40              | 6 d'abril de 2006    | Catalina             | CSS               |
| 304082 | 2006 GL40              | 6 d'abril de 2006    | Catalina             | CSS               |
| 304083 | 2006 GW47              | 9 d'abril de 2006    | Kitt Peak            | Spacewatch        |
| 304084 | 2006 GL54              | 2 d'abril de 2006    | Mount Lemmon         | Mt. Lemmon Survey |
| 304085 | 2006 GP54              | 7 d'abril de 2006    | Kitt Peak            | Spacewatch        |
| 304086 | 2006 HZ1               | 18 d'abril de 2006   | Palomar              | NEAT              |
| 304087 | 2006 HP3               | 18 d'abril de 2006   | Anderson Mesa        | LONEOS            |
| 304088 | 2006 HX5               | 20 d'abril de 2006   | Kitt Peak            | Spacewatch        |
| 304089 | 2006 HQ18              | 21 d'abril de 2006   | Mount Lemmon         | Mt. Lemmon Survey |
| 304090 | 2006 HG19              | 18 d'abril de 2006   | Kitt Peak            | Spacewatch        |
| 304091 | 2006 HV20              | 19 d'abril de 2006   | Mount Lemmon         | Mt. Lemmon Survey |
| 304092 | 2006 HR28              | 20 d'abril de 2006   | Kitt Peak            | Spacewatch        |
| 304093 | 2006 HM29              | 23 d'abril de 2006   | Catalina             | CSS               |
| 304094 | 2006 HV32              | 19 d'abril de 2006   | Anderson Mesa        | LONEOS            |
| 304095 | 2006 HT36              | 20 d'abril de 2006   | Mount Lemmon         | Mt. Lemmon Survey |
| 304096 | 2006 HF50              | 26 d'abril de 2006   | Catalina             | CSS               |
| 304097 | 2006 HK50              | 26 d'abril de 2006   | Mount Lemmon         | Mt. Lemmon Survey |
| 304098 | 2006 HT51              | 26 d'abril de 2006   | Reedy Creek          | J. Broughton      |
| 304099 | 2006 HG57              | 24 d'abril de 2006   | Socorro              | LINEAR            |
| 304100 | 2006 HU57              | 30 d'abril de 2006   | Kitt Peak            | Spacewatch        |

## 304101-304200
| Nom    | Designació provisional | Data de descobriment | Lloc de descobriment | Descobridor/s        |
| ------ | ---------------------- | -------------------- | -------------------- | -------------------- |
| 304101 | 2006 HQ59              | 24 d'abril de 2006   | Socorro              | LINEAR               |
| 304102 | 2006 HK65              | 24 d'abril de 2006   | Kitt Peak            | Spacewatch           |
| 304103 | 2006 HU71              | 25 d'abril de 2006   | Kitt Peak            | Spacewatch           |
| 304104 | 2006 HD73              | 25 d'abril de 2006   | Kitt Peak            | Spacewatch           |
| 304105 | 2006 HF78              | 26 d'abril de 2006   | Kitt Peak            | Spacewatch           |
| 304106 | 2006 HX91              | 29 d'abril de 2006   | Kitt Peak            | Spacewatch           |
| 304107 | 2006 HW93              | 29 d'abril de 2006   | Kitt Peak            | Spacewatch           |
| 304108 | 2006 HO96              | 30 d'abril de 2006   | Kitt Peak            | Spacewatch           |
| 304109 | 2006 HA100             | 30 d'abril de 2006   | Kitt Peak            | Spacewatch           |
| 304110 | 2006 HQ108             | 30 d'abril de 2006   | Catalina             | CSS                  |
| 304111 | 2006 HJ118             | 30 d'abril de 2006   | Kitt Peak            | Spacewatch           |
| 304112 | 2006 HC120             | 30 d'abril de 2006   | Kitt Peak            | Spacewatch           |
| 304113 | 2006 JK5               | 3 de maig de 2006    | Mount Lemmon         | Mt. Lemmon Survey    |
| 304114 | 2006 JP22              | 2 de maig de 2006    | Kitt Peak            | Spacewatch           |
| 304115 | 2006 JY23              | 3 de maig de 2006    | Mount Lemmon         | Mt. Lemmon Survey    |
| 304116 | 2006 JF24              | 4 de maig de 2006    | Mount Lemmon         | Mt. Lemmon Survey    |
| 304117 | 2006 JC32              | 3 de maig de 2006    | Kitt Peak            | Spacewatch           |
| 304118 | 2006 JM37              | 5 de maig de 2006    | Kitt Peak            | Spacewatch           |
| 304119 | 2006 JD40              | 6 de maig de 2006    | Kitt Peak            | Spacewatch           |
| 304120 | 2006 JG45              | 7 de maig de 2006    | Mount Lemmon         | Mt. Lemmon Survey    |
| 304121 | 2006 JD55              | 9 de maig de 2006    | Mount Lemmon         | Mt. Lemmon Survey    |
| 304122 | 2006 JY73              | 1 de maig de 2006    | Mauna Kea            | P. A. Wiegert        |
| 304123 | 2006 KT2               | 18 de maig de 2006   | Palomar              | NEAT                 |
| 304124 | 2006 KM5               | 19 de maig de 2006   | Mount Lemmon         | Mt. Lemmon Survey    |
| 304125 | 2006 KU7               | 19 de maig de 2006   | Mount Lemmon         | Mt. Lemmon Survey    |
| 304126 | 2006 KG13              | 20 de maig de 2006   | Kitt Peak            | Spacewatch           |
| 304127 | 2006 KK14              | 20 de maig de 2006   | Palomar              | NEAT                 |
| 304128 | 2006 KD15              | 20 de maig de 2006   | Catalina             | CSS                  |
| 304129 | 2006 KY36              | 21 de maig de 2006   | Mount Lemmon         | Mt. Lemmon Survey    |
| 304130 | 2006 KJ40              | 18 de maig de 2006   | Palomar              | NEAT                 |
| 304131 | 2006 KL42              | 20 de maig de 2006   | Mount Lemmon         | Mt. Lemmon Survey    |
| 304132 | 2006 KA47              | 21 de maig de 2006   | Mount Lemmon         | Mt. Lemmon Survey    |
| 304133 | 2006 KC51              | 21 de maig de 2006   | Mount Lemmon         | Mt. Lemmon Survey    |
| 304134 | 2006 KB64              | 23 de maig de 2006   | Kitt Peak            | Spacewatch           |
| 304135 | 2006 KE64              | 23 de maig de 2006   | Kitt Peak            | Spacewatch           |
| 304136 | 2006 KO64              | 23 de maig de 2006   | Mount Lemmon         | Mt. Lemmon Survey    |
| 304137 | 2006 KP70              | 22 de maig de 2006   | Kitt Peak            | Spacewatch           |
| 304138 | 2006 KR77              | 24 de maig de 2006   | Palomar              | NEAT                 |
| 304139 | 2006 KT77              | 24 de maig de 2006   | Palomar              | NEAT                 |
| 304140 | 2006 KU79              | 25 de maig de 2006   | Mount Lemmon         | Mt. Lemmon Survey    |
| 304141 | 2006 KP80              | 25 de maig de 2006   | Mount Lemmon         | Mt. Lemmon Survey    |
| 304142 | 2006 KW81              | 25 de maig de 2006   | Mount Lemmon         | Mt. Lemmon Survey    |
| 304143 | 2006 KJ84              | 22 de maig de 2006   | Kitt Peak            | Spacewatch           |
| 304144 | 2006 KV92              | 25 de maig de 2006   | Kitt Peak            | Spacewatch           |
| 304145 | 2006 KF99              | 26 de maig de 2006   | Mount Lemmon         | Mt. Lemmon Survey    |
| 304146 | 2006 KH102             | 27 de maig de 2006   | Kitt Peak            | Spacewatch           |
| 304147 | 2006 KR115             | 29 de maig de 2006   | Kitt Peak            | Spacewatch           |
| 304148 | 2006 KB122             | 26 de maig de 2006   | Siding Spring        | Siding Spring Survey |
| 304149 | 2006 KM143             | 29 de maig de 2006   | Siding Spring        | Siding Spring Survey |
| 304150 | 2006 LL2               | 15 de juny de 2006   | Kitt Peak            | Spacewatch           |
| 304151 | 2006 ME14              | 17 de juny de 2006   | Siding Spring        | Siding Spring Survey |
| 304152 | 2006 NH                | 3 de juliol de 2006  | Hibiscus             | S. F. Hoenig         |
| 304153 | 2006 OU10              | 25 de juliol de 2006 | Mount Lemmon         | Mt. Lemmon Survey    |
| 304154 | 2006 OW17              | 18 de juliol de 2006 | Siding Spring        | Siding Spring Survey |
| 304155 | 2006 OO18              | 20 de juliol de 2006 | Siding Spring        | Siding Spring Survey |
| 304156 | 2006 OU19              | 20 de juliol de 2006 | Siding Spring        | Siding Spring Survey |
| 304157 | 2006 OT20              | 21 de juliol de 2006 | Mount Lemmon         | Mt. Lemmon Survey    |
| 304158 | 2006 OV21              | 18 de juliol de 2006 | Siding Spring        | Siding Spring Survey |
| 304159 | 2006 PF                | 2 d'agost de 2006    | Pla D'Arguines       | R. Ferrando          |
| 304160 | 2006 PG1               | 13 d'agost de 2006   | Palomar              | NEAT                 |
| 304161 | 2006 PE3               | 12 d'agost de 2006   | Palomar              | NEAT                 |
| 304162 | 2006 PS6               | 12 d'agost de 2006   | Palomar              | NEAT                 |
| 304163 | 2006 PQ7               | 12 d'agost de 2006   | Palomar              | NEAT                 |
| 304164 | 2006 PN10              | 13 d'agost de 2006   | Palomar              | NEAT                 |
| 304165 | 2006 PG12              | 13 d'agost de 2006   | Palomar              | NEAT                 |
| 304166 | 2006 PL15              | 15 d'agost de 2006   | Palomar              | NEAT                 |
| 304167 | 2006 PX16              | 15 d'agost de 2006   | Palomar              | NEAT                 |
| 304168 | 2006 PK20              | 14 d'agost de 2006   | Siding Spring        | Siding Spring Survey |
| 304169 | 2006 PW25              | 13 d'agost de 2006   | Palomar              | NEAT                 |
| 304170 | 2006 PP37              | 13 d'agost de 2006   | Palomar              | NEAT                 |
| 304171 | 2006 PF39              | 14 d'agost de 2006   | Palomar              | NEAT                 |
| 304172 | 2006 PX40              | 14 d'agost de 2006   | Palomar              | NEAT                 |
| 304173 | 2006 PN43              | 15 d'agost de 2006   | Lulin                | C.-S. Lin, Q.-z. Ye  |
| 304174 | 2006 PQ43              | 6 d'agost de 2006    | Lulin                | C.-S. Lin, Q.-z. Ye  |
| 304175 | 2006 QT3               | 18 d'agost de 2006   | Kitt Peak            | Spacewatch           |
| 304176 | 2006 QP5               | 16 d'agost de 2006   | Reedy Creek          | J. Broughton         |
| 304177 | 2006 QK9               | 19 d'agost de 2006   | Kitt Peak            | Spacewatch           |
| 304178 | 2006 QH17              | 17 d'agost de 2006   | Palomar              | NEAT                 |
| 304179 | 2006 QC18              | 17 d'agost de 2006   | Palomar              | NEAT                 |
| 304180 | 2006 QA26              | 19 d'agost de 2006   | Anderson Mesa        | LONEOS               |
| 304181 | 2006 QG34              | 19 d'agost de 2006   | Kitt Peak            | Spacewatch           |
| 304182 | 2006 QV37              | 16 d'agost de 2006   | Siding Spring        | Siding Spring Survey |
| 304183 | 2006 QO41              | 17 d'agost de 2006   | Palomar              | NEAT                 |
| 304184 | 2006 QH52              | 23 d'agost de 2006   | Palomar              | NEAT                 |
| 304185 | 2006 QC53              | 23 d'agost de 2006   | Palomar              | NEAT                 |
| 304186 | 2006 QN56              | 20 d'agost de 2006   | Kitt Peak            | Spacewatch           |
| 304187 | 2006 QF57              | 23 d'agost de 2006   | Crni Vrh             | Crni Vrh             |
| 304188 | 2006 QZ59              | 19 d'agost de 2006   | Palomar              | NEAT                 |
| 304189 | 2006 QU65              | 27 d'agost de 2006   | Kitt Peak            | Spacewatch           |
| 304190 | 2006 QY65              | 25 d'agost de 2006   | Hibiscus             | S. F. Hoenig         |
| 304191 | 2006 QY70              | 21 d'agost de 2006   | Kitt Peak            | Spacewatch           |
| 304192 | 2006 QW78              | 23 d'agost de 2006   | Socorro              | LINEAR               |
| 304193 | 2006 QM79              | 24 d'agost de 2006   | Socorro              | LINEAR               |
| 304194 | 2006 QP80              | 24 d'agost de 2006   | Palomar              | NEAT                 |
| 304195 | 2006 QG82              | 25 d'agost de 2006   | Pises                | Pises                |
| 304196 | 2006 QL92              | 9 d'abril de 2005    | Kitt Peak            | Spacewatch           |
| 304197 | 2006 QL96              | 16 d'agost de 2006   | Palomar              | NEAT                 |
| 304198 | 2006 QA98              | 22 d'agost de 2006   | Palomar              | NEAT                 |
| 304199 | 2006 QF100             | 24 d'agost de 2006   | Socorro              | LINEAR               |
| 304200 | 2006 QJ102             | 27 d'agost de 2006   | Kitt Peak            | Spacewatch           |

## 304201-304300
| Nom            | Designació provisional | Data de descobriment   | Lloc de descobriment | Descobridor/s       |
| -------------- | ---------------------- | ---------------------- | -------------------- | ------------------- |
| 304201         | 2006 QN106             | 28 d'agost de 2006     | Catalina             | CSS                 |
| 304202         | 2006 QQ106             | 28 d'agost de 2006     | Catalina             | CSS                 |
| 304203         | 2006 QR110             | 27 d'agost de 2006     | Vallemare Borbon     | V. S. Casulli       |
| 304204         | 2006 QK112             | 23 d'agost de 2006     | Palomar              | NEAT                |
| 304205         | 2006 QB116             | 27 d'agost de 2006     | Anderson Mesa        | LONEOS              |
| 304206         | 2006 QJ116             | 27 d'agost de 2006     | Anderson Mesa        | LONEOS              |
| 304207         | 2006 QB117             | 27 d'agost de 2006     | Anderson Mesa        | LONEOS              |
| 304208         | 2006 QY117             | 27 d'agost de 2006     | Anderson Mesa        | LONEOS              |
| 304209         | 2006 QD120             | 29 d'agost de 2006     | Catalina             | CSS                 |
| 304210         | 2006 QY120             | 29 d'agost de 2006     | Catalina             | CSS                 |
| 304211         | 2006 QT123             | 29 d'agost de 2006     | Anderson Mesa        | LONEOS              |
| 304212         | 2006 QN127             | 17 d'agost de 2006     | Palomar              | NEAT                |
| 304213         | 2006 QF130             | 19 d'agost de 2006     | Palomar              | NEAT                |
| 304214         | 2006 QU133             | 24 d'agost de 2006     | Socorro              | LINEAR              |
| 304215         | 2006 QS136             | 30 d'agost de 2006     | Anderson Mesa        | LONEOS              |
| 304216         | 2006 QU138             | 16 d'agost de 2006     | Lulin                | C.-S. Lin, Q.-z. Ye |
| 304217         | 2006 QH142             | 18 d'agost de 2006     | Palomar              | NEAT                |
| 304218         | 2006 QM146             | 18 d'agost de 2006     | Kitt Peak            | Spacewatch          |
| 304219         | 2006 QT147             | 18 d'agost de 2006     | Kitt Peak            | Spacewatch          |
| 304220         | 2006 QE158             | 19 d'agost de 2006     | Kitt Peak            | Spacewatch          |
| 304221         | 2006 QJ158             | 19 d'agost de 2006     | Kitt Peak            | Spacewatch          |
| 304222         | 2006 QA160             | 19 d'agost de 2006     | Kitt Peak            | Spacewatch          |
| 304223         | 2006 QN161             | 19 d'agost de 2006     | Kitt Peak            | Spacewatch          |
| 304224         | 2006 QP162             | 21 d'agost de 2006     | Kitt Peak            | Spacewatch          |
| 304225         | 2006 QX163             | 29 d'agost de 2006     | Catalina             | CSS                 |
| 304226         | 2006 QG164             | 29 d'agost de 2006     | Anderson Mesa        | LONEOS              |
| 304227         | 2006 QD168             | 30 d'agost de 2006     | Anderson Mesa        | LONEOS              |
| 304228         | 2006 QD183             | 21 d'agost de 2006     | Kitt Peak            | Spacewatch          |
| 304229         | 2006 QE183             | 21 d'agost de 2006     | Kitt Peak            | Spacewatch          |
| 304230         | 2006 QG184             | 18 d'agost de 2006     | Kitt Peak            | Spacewatch          |
| 304231         | 2006 QH184             | 18 d'agost de 2006     | Kitt Peak            | Spacewatch          |
| 304232         | 2006 QB185             | 24 d'agost de 2006     | Palomar              | NEAT                |
| 304233 Majaess | 2006 RE3               | 14 de setembre de 2006 | Mauna Kea            | D. D. Balam         |
| 304234         | 2006 RY4               | 14 de setembre de 2006 | Catalina             | CSS                 |
| 304235         | 2006 RS9               | 13 de setembre de 2006 | Palomar              | NEAT                |
| 304236         | 2006 RH11              | 12 de setembre de 2006 | Catalina             | CSS                 |
| 304237         | 2006 RL11              | 12 de setembre de 2006 | Catalina             | CSS                 |
| 304238         | 2006 RN13              | 17 de març de 2005     | Kitt Peak            | Spacewatch          |
| 304239         | 2006 RS15              | 14 de setembre de 2006 | Catalina             | CSS                 |
| 304240         | 2006 RK20              | 15 de setembre de 2006 | Socorro              | LINEAR              |
| 304241         | 2006 RS26              | 14 de setembre de 2006 | Kitt Peak            | Spacewatch          |
| 304242         | 2006 RE28              | 14 de setembre de 2006 | Kitt Peak            | Spacewatch          |
| 304243         | 2006 RJ29              | 15 de setembre de 2006 | Kitt Peak            | Spacewatch          |
| 304244         | 2006 RZ29              | 15 de setembre de 2006 | Kitt Peak            | Spacewatch          |
| 304245         | 2006 RD40              | 12 de setembre de 2006 | Catalina             | CSS                 |
| 304246         | 2006 RB43              | 14 de setembre de 2006 | Kitt Peak            | Spacewatch          |
| 304247         | 2006 RR44              | 14 de setembre de 2006 | Kitt Peak            | Spacewatch          |
| 304248         | 2006 RR47              | 14 de setembre de 2006 | Kitt Peak            | Spacewatch          |
| 304249         | 2006 RS47              | 14 de setembre de 2006 | Kitt Peak            | Spacewatch          |
| 304250         | 2006 RP49              | 14 de setembre de 2006 | Kitt Peak            | Spacewatch          |
| 304251         | 2006 RN50              | 14 de setembre de 2006 | Kitt Peak            | Spacewatch          |
| 304252         | 2006 RP50              | 14 de setembre de 2006 | Kitt Peak            | Spacewatch          |
| 304253         | 2006 RA51              | 14 de setembre de 2006 | Kitt Peak            | Spacewatch          |
| 304254         | 2006 RR56              | 14 de setembre de 2006 | Kitt Peak            | Spacewatch          |
| 304255         | 2006 RX60              | 14 de setembre de 2006 | Palomar              | NEAT                |
| 304256         | 2006 RH65              | 14 de setembre de 2006 | Palomar              | NEAT                |
| 304257         | 2006 RP66              | 14 de setembre de 2006 | Kitt Peak            | Spacewatch          |
| 304258         | 2006 RD69              | 15 de setembre de 2006 | Kitt Peak            | Spacewatch          |
| 304259         | 2006 RJ69              | 15 de setembre de 2006 | Kitt Peak            | Spacewatch          |
| 304260         | 2006 RX79              | 15 de setembre de 2006 | Kitt Peak            | Spacewatch          |
| 304261         | 2006 RT80              | 15 de setembre de 2006 | Kitt Peak            | Spacewatch          |
| 304262         | 2006 RZ81              | 15 de setembre de 2006 | Kitt Peak            | Spacewatch          |
| 304263         | 2006 RP83              | 15 de setembre de 2006 | Kitt Peak            | Spacewatch          |
| 304264         | 2006 RU85              | 15 de setembre de 2006 | Kitt Peak            | Spacewatch          |
| 304265         | 2006 RN89              | 15 de setembre de 2006 | Kitt Peak            | Spacewatch          |
| 304266         | 2006 RB92              | 15 de setembre de 2006 | Kitt Peak            | Spacewatch          |
| 304267         | 2006 RQ93              | 15 de setembre de 2006 | Kitt Peak            | Spacewatch          |
| 304268         | 2006 RK95              | 15 de setembre de 2006 | Kitt Peak            | Spacewatch          |
| 304269         | 2006 RL96              | 15 de setembre de 2006 | Kitt Peak            | Spacewatch          |
| 304270         | 2006 RF98              | 14 de setembre de 2006 | Palomar              | NEAT                |
| 304271         | 2006 RK102             | 6 de setembre de 2006  | Palomar              | NEAT                |
| 304272         | 2006 RG104             | 11 de setembre de 2006 | Apache Point         | A. C. Becker        |
| 304273         | 2006 RT117             | 14 de setembre de 2006 | Mauna Kea            | J. Masiero          |
| 304274         | 2006 RF122             | 15 de setembre de 2006 | Kitt Peak            | Spacewatch          |
| 304275         | 2006 SJ10              | 16 de setembre de 2006 | Kitt Peak            | Spacewatch          |
| 304276         | 2006 SP15              | 17 de setembre de 2006 | Catalina             | CSS                 |
| 304277         | 2006 SL20              | 19 de setembre de 2006 | Vallemare Borbon     | V. S. Casulli       |
| 304278         | 2006 SM24              | 16 de setembre de 2006 | Catalina             | CSS                 |
| 304279         | 2006 SG29              | 17 de setembre de 2006 | Kitt Peak            | Spacewatch          |
| 304280         | 2006 SU29              | 17 de setembre de 2006 | Kitt Peak            | Spacewatch          |
| 304281         | 2006 SG38              | 18 de setembre de 2006 | Kitt Peak            | Spacewatch          |
| 304282         | 2006 SL47              | 19 de setembre de 2006 | Catalina             | CSS                 |
| 304283         | 2006 SD52              | 18 de setembre de 2006 | Anderson Mesa        | LONEOS              |
| 304284         | 2006 SB53              | 20 de setembre de 2006 | La Sagra             | La Sagra            |
| 304285         | 2006 SO58              | 20 de setembre de 2006 | Kitt Peak            | Spacewatch          |
| 304286         | 2006 SJ60              | 18 de setembre de 2006 | Catalina             | CSS                 |
| 304287         | 2006 SL61              | 18 de setembre de 2006 | Catalina             | CSS                 |
| 304288         | 2006 SJ64              | 19 de setembre de 2006 | Goodricke-Pigott     | R. A. Tucker        |
| 304289         | 2006 SO68              | 19 de setembre de 2006 | Kitt Peak            | Spacewatch          |
| 304290         | 2006 SM70              | 19 de setembre de 2006 | Kitt Peak            | Spacewatch          |
| 304291         | 2006 SW73              | 19 de setembre de 2006 | Kitt Peak            | Spacewatch          |
| 304292         | 2006 SK77              | 18 de setembre de 2006 | Catalina             | CSS                 |
| 304293         | 2006 SQ78              | 25 de setembre de 2006 | Catalina             | CSS                 |
| 304294         | 2006 SG82              | 18 de setembre de 2006 | Kitt Peak            | Spacewatch          |
| 304295         | 2006 SM85              | 18 de setembre de 2006 | Kitt Peak            | Spacewatch          |
| 304296         | 2006 SY87              | 18 de setembre de 2006 | Kitt Peak            | Spacewatch          |
| 304297         | 2006 SZ87              | 18 de setembre de 2006 | Kitt Peak            | Spacewatch          |
| 304298         | 2006 SF100             | 19 de setembre de 2006 | Anderson Mesa        | LONEOS              |
| 304299         | 2006 SL101             | 19 de setembre de 2006 | Catalina             | CSS                 |
| 304300         | 2006 SS102             | 19 de setembre de 2006 | Kitt Peak            | Spacewatch          |

## 304301-304400
| Nom           | Designació provisional | Data de descobriment   | Lloc de descobriment | Descobridor/s     |
| ------------- | ---------------------- | ---------------------- | -------------------- | ----------------- |
| 304301        | 2006 SO106             | 19 de setembre de 2006 | Kitt Peak            | Spacewatch        |
| 304302        | 2006 ST117             | 24 de setembre de 2006 | Kitt Peak            | Spacewatch        |
| 304303        | 2006 SN121             | 18 de setembre de 2006 | Anderson Mesa        | LONEOS            |
| 304304        | 2006 SZ129             | 19 de setembre de 2006 | Anderson Mesa        | LONEOS            |
| 304305        | 2006 SW138             | 21 de setembre de 2006 | Anderson Mesa        | LONEOS            |
| 304306        | 2006 SF141             | 25 de setembre de 2006 | Anderson Mesa        | LONEOS            |
| 304307        | 2006 SN142             | 19 de setembre de 2006 | Catalina             | CSS               |
| 304308        | 2006 SG144             | 19 de setembre de 2006 | Kitt Peak            | Spacewatch        |
| 304309        | 2006 SA146             | 19 de setembre de 2006 | Kitt Peak            | Spacewatch        |
| 304310        | 2006 SG157             | 23 de setembre de 2006 | Kitt Peak            | Spacewatch        |
| 304311        | 2006 SL159             | 23 de setembre de 2006 | Kitt Peak            | Spacewatch        |
| 304312        | 2006 SC161             | 23 de setembre de 2006 | Kitt Peak            | Spacewatch        |
| 304313        | 2006 SD162             | 24 de setembre de 2006 | Kitt Peak            | Spacewatch        |
| 304314        | 2006 ST164             | 25 de setembre de 2006 | Kitt Peak            | Spacewatch        |
| 304315        | 2006 SU164             | 25 de setembre de 2006 | Kitt Peak            | Spacewatch        |
| 304316        | 2006 SB167             | 25 de setembre de 2006 | Kitt Peak            | Spacewatch        |
| 304317        | 2006 SF168             | 25 de setembre de 2006 | Kitt Peak            | Spacewatch        |
| 304318        | 2006 SU169             | 25 de setembre de 2006 | Kitt Peak            | Spacewatch        |
| 304319        | 2006 SE171             | 25 de setembre de 2006 | Kitt Peak            | Spacewatch        |
| 304320        | 2006 SF171             | 22 de setembre de 2001 | Kitt Peak            | Spacewatch        |
| 304321        | 2006 SS174             | 25 de setembre de 2006 | Mount Lemmon         | Mt. Lemmon Survey |
| 304322        | 2006 SO178             | 25 de setembre de 2006 | Mount Lemmon         | Mt. Lemmon Survey |
| 304323        | 2006 SH183             | 25 de setembre de 2006 | Mount Lemmon         | Mt. Lemmon Survey |
| 304324        | 2006 SV184             | 25 de setembre de 2006 | Mount Lemmon         | Mt. Lemmon Survey |
| 304325        | 2006 SM186             | 25 de setembre de 2006 | Kitt Peak            | Spacewatch        |
| 304326        | 2006 SX187             | 26 de setembre de 2006 | Kitt Peak            | Spacewatch        |
| 304327        | 2006 SC202             | 24 de setembre de 2006 | Kitt Peak            | Spacewatch        |
| 304328        | 2006 SK206             | 25 de setembre de 2006 | Kitt Peak            | Spacewatch        |
| 304329        | 2006 SD211             | 26 de setembre de 2006 | Catalina             | CSS               |
| 304330        | 2006 SX217             | 30 de setembre de 2006 | Mount Lemmon         | Mt. Lemmon Survey |
| 304331        | 2006 ST222             | 25 de setembre de 2006 | Mount Lemmon         | Mt. Lemmon Survey |
| 304332        | 2006 SX223             | 25 de setembre de 2006 | Mount Lemmon         | Mt. Lemmon Survey |
| 304333        | 2006 SX224             | 13 de juny de 2005     | Mount Lemmon         | Mt. Lemmon Survey |
| 304334        | 2006 ST231             | 26 de setembre de 2006 | Kitt Peak            | Spacewatch        |
| 304335        | 2006 SD234             | 26 de setembre de 2006 | Kitt Peak            | Spacewatch        |
| 304336        | 2006 SM249             | 26 de setembre de 2006 | Kitt Peak            | Spacewatch        |
| 304337        | 2006 SM250             | 26 de setembre de 2006 | Kitt Peak            | Spacewatch        |
| 304338        | 2006 SK251             | 26 de setembre de 2006 | Kitt Peak            | Spacewatch        |
| 304339        | 2006 SO253             | 26 de setembre de 2006 | Mount Lemmon         | Mt. Lemmon Survey |
| 304340        | 2006 SR256             | 26 de setembre de 2006 | Kitt Peak            | Spacewatch        |
| 304341        | 2006 SN258             | 26 de setembre de 2006 | Kitt Peak            | Spacewatch        |
| 304342        | 2006 SX258             | 26 de setembre de 2006 | Kitt Peak            | Spacewatch        |
| 304343        | 2006 SF262             | 26 de setembre de 2006 | Mount Lemmon         | Mt. Lemmon Survey |
| 304344        | 2006 SK263             | 26 de setembre de 2006 | Kitt Peak            | Spacewatch        |
| 304345        | 2006 SD264             | 26 de setembre de 2006 | Kitt Peak            | Spacewatch        |
| 304346        | 2006 SZ266             | 26 de setembre de 2006 | Kitt Peak            | Spacewatch        |
| 304347        | 2006 SV274             | 27 de setembre de 2006 | Mount Lemmon         | Mt. Lemmon Survey |
| 304348        | 2006 SL282             | 25 de setembre de 2006 | Anderson Mesa        | LONEOS            |
| 304349        | 2006 SO285             | 25 de setembre de 2006 | Kitt Peak            | Spacewatch        |
| 304350        | 2006 SX290             | 18 de setembre de 2006 | Calvin-Rehoboth      | Calvin College    |
| 304351        | 2006 SK295             | 25 de setembre de 2006 | Kitt Peak            | Spacewatch        |
| 304352        | 2006 SD296             | 25 de setembre de 2006 | Kitt Peak            | Spacewatch        |
| 304353        | 2006 SW310             | 27 de setembre de 2006 | Kitt Peak            | Spacewatch        |
| 304354        | 2006 SB313             | 27 de setembre de 2006 | Kitt Peak            | Spacewatch        |
| 304355        | 2006 SB315             | 27 de setembre de 2006 | Kitt Peak            | Spacewatch        |
| 304356        | 2006 SW321             | 27 de setembre de 2006 | Kitt Peak            | Spacewatch        |
| 304357        | 2006 SY322             | 27 de setembre de 2006 | Kitt Peak            | Spacewatch        |
| 304358        | 2006 SJ329             | 27 de setembre de 2006 | Kitt Peak            | Spacewatch        |
| 304359        | 2006 SF330             | 27 de setembre de 2006 | Kitt Peak            | Spacewatch        |
| 304360        | 2006 SM333             | 28 de setembre de 2006 | Kitt Peak            | Spacewatch        |
| 304361        | 2006 SA335             | 28 de setembre de 2006 | Kitt Peak            | Spacewatch        |
| 304362        | 2006 SA336             | 28 de setembre de 2006 | Kitt Peak            | Spacewatch        |
| 304363        | 2006 SW336             | 28 de setembre de 2006 | Kitt Peak            | Spacewatch        |
| 304364        | 2006 SK340             | 28 de setembre de 2006 | Kitt Peak            | Spacewatch        |
| 304365        | 2006 SJ341             | 28 de setembre de 2006 | Kitt Peak            | Spacewatch        |
| 304366        | 2006 SP346             | 28 de setembre de 2006 | Kitt Peak            | Spacewatch        |
| 304367        | 2006 SR361             | 30 de setembre de 2006 | Mount Lemmon         | Mt. Lemmon Survey |
| 304368 Móricz | 2006 SX363             | 26 de setembre de 2006 | Piszkesteto          | Piszkesteto       |
| 304369        | 2006 SZ363             | 27 de setembre de 2006 | Kitt Peak            | Spacewatch        |
| 304370        | 2006 SC369             | 27 de setembre de 2006 | Mount Lemmon         | Mt. Lemmon Survey |
| 304371        | 2006 SO373             | 16 de setembre de 2006 | Apache Point         | A. C. Becker      |
| 304372        | 2006 SD376             | 17 de setembre de 2006 | Apache Point         | A. C. Becker      |
| 304373        | 2006 SZ376             | 17 de setembre de 2006 | Apache Point         | A. C. Becker      |
| 304374        | 2006 SB378             | 18 de setembre de 2006 | Apache Point         | A. C. Becker      |
| 304375        | 2006 SD378             | 18 de setembre de 2006 | Apache Point         | A. C. Becker      |
| 304376        | 2006 SF381             | 28 de setembre de 2006 | Apache Point         | A. C. Becker      |
| 304377        | 2006 SN381             | 28 de setembre de 2006 | Apache Point         | A. C. Becker      |
| 304378        | 2006 SJ382             | 28 de setembre de 2006 | Apache Point         | A. C. Becker      |
| 304379        | 2006 SU383             | 29 de setembre de 2006 | Apache Point         | A. C. Becker      |
| 304380        | 2006 SZ384             | 29 de setembre de 2006 | Apache Point         | A. C. Becker      |
| 304381        | 2006 SA388             | 30 de setembre de 2006 | Apache Point         | A. C. Becker      |
| 304382        | 2006 SR392             | 26 de setembre de 2006 | Kitt Peak            | Spacewatch        |
| 304383        | 2006 SZ392             | 27 de setembre de 2006 | Mount Lemmon         | Mt. Lemmon Survey |
| 304384        | 2006 SD393             | 28 de setembre de 2006 | Catalina             | CSS               |
| 304385        | 2006 SE393             | 28 de setembre de 2006 | Mount Lemmon         | Mt. Lemmon Survey |
| 304386        | 2006 SS394             | 17 de setembre de 2006 | Kitt Peak            | Spacewatch        |
| 304387        | 2006 SQ399             | 18 de setembre de 2006 | Kitt Peak            | Spacewatch        |
| 304388        | 2006 SQ401             | 30 de setembre de 2006 | Mount Lemmon         | Mt. Lemmon Survey |
| 304389        | 2006 SF402             | 18 de setembre de 2006 | Kitt Peak            | Spacewatch        |
| 304390        | 2006 SH403             | 27 de setembre de 2006 | Mount Lemmon         | Mt. Lemmon Survey |
| 304391        | 2006 SK403             | 27 de setembre de 2006 | Mount Lemmon         | Mt. Lemmon Survey |
| 304392        | 2006 SM407             | 24 de setembre de 2006 | Kitt Peak            | Spacewatch        |
| 304393        | 2006 SL413             | 26 de setembre de 2006 | Mount Lemmon         | Mt. Lemmon Survey |
| 304394        | 2006 TA1               | 3 d'octubre de 2006    | Mount Lemmon         | Mt. Lemmon Survey |
| 304395        | 2006 TJ1               | 1 d'octubre de 2006    | Socorro              | LINEAR            |
| 304396        | 2006 TU2               | 2 d'octubre de 2006    | Mount Lemmon         | Mt. Lemmon Survey |
| 304397        | 2006 TD3               | 2 d'octubre de 2006    | Catalina             | CSS               |
| 304398        | 2006 TH8               | 4 d'octubre de 2006    | Mount Lemmon         | Mt. Lemmon Survey |
| 304399        | 2006 TP14              | 11 d'octubre de 2006   | Kitt Peak            | Spacewatch        |
| 304400        | 2006 TS22              | 11 d'octubre de 2006   | Kitt Peak            | Spacewatch        |

## 304401-304500
| Nom    | Designació provisional | Data de descobriment   | Lloc de descobriment | Descobridor/s         |
| ------ | ---------------------- | ---------------------- | -------------------- | --------------------- |
| 304401 | 2006 TW23              | 11 d'octubre de 2006   | Kitt Peak            | Spacewatch            |
| 304402 | 2006 TL27              | 12 d'octubre de 2006   | Kitt Peak            | Spacewatch            |
| 304403 | 2006 TA28              | 12 d'octubre de 2006   | Kitt Peak            | Spacewatch            |
| 304404 | 2006 TM28              | 12 d'octubre de 2006   | Kitt Peak            | Spacewatch            |
| 304405 | 2006 TE33              | 12 d'octubre de 2006   | Kitt Peak            | Spacewatch            |
| 304406 | 2006 TH40              | 12 d'octubre de 2006   | Kitt Peak            | Spacewatch            |
| 304407 | 2006 TU40              | 12 d'octubre de 2006   | Kitt Peak            | Spacewatch            |
| 304408 | 2006 TY40              | 12 d'octubre de 2006   | Kitt Peak            | Spacewatch            |
| 304409 | 2006 TT41              | 12 d'octubre de 2006   | Kitt Peak            | Spacewatch            |
| 304410 | 2006 TA47              | 12 d'octubre de 2006   | Kitt Peak            | Spacewatch            |
| 304411 | 2006 TK47              | 12 d'octubre de 2006   | Kitt Peak            | Spacewatch            |
| 304412 | 2006 TM48              | 12 d'octubre de 2006   | Kitt Peak            | Spacewatch            |
| 304413 | 2006 TW51              | 12 d'octubre de 2006   | Kitt Peak            | Spacewatch            |
| 304414 | 2006 TR52              | 12 d'octubre de 2006   | Kitt Peak            | Spacewatch            |
| 304415 | 2006 TV53              | 12 d'octubre de 2006   | Kitt Peak            | Spacewatch            |
| 304416 | 2006 TU56              | 14 d'octubre de 2006   | Sandlot              | Sandlot               |
| 304417 | 2006 TP57              | 15 d'octubre de 2006   | Kitt Peak            | Spacewatch            |
| 304418 | 2006 TD58              | 15 d'octubre de 2006   | Catalina             | CSS                   |
| 304419 | 2006 TT63              | 10 d'octubre de 2006   | Palomar              | NEAT                  |
| 304420 | 2006 TK64              | 11 d'octubre de 2006   | Palomar              | NEAT                  |
| 304421 | 2006 TY64              | 11 d'octubre de 2006   | Kitt Peak            | Spacewatch            |
| 304422 | 2006 TQ67              | 11 d'octubre de 2006   | Kitt Peak            | Spacewatch            |
| 304423 | 2006 TM68              | 11 d'octubre de 2006   | Palomar              | NEAT                  |
| 304424 | 2006 TJ74              | 11 d'octubre de 2006   | Palomar              | NEAT                  |
| 304425 | 2006 TG77              | 11 d'octubre de 2006   | Palomar              | NEAT                  |
| 304426 | 2006 TS77              | 12 d'octubre de 2006   | Kitt Peak            | Spacewatch            |
| 304427 | 2006 TX80              | 13 d'octubre de 2006   | Kitt Peak            | Spacewatch            |
| 304428 | 2006 TO81              | 13 d'octubre de 2006   | Kitt Peak            | Spacewatch            |
| 304429 | 2006 TT86              | 13 d'octubre de 2006   | Kitt Peak            | Spacewatch            |
| 304430 | 2006 TW87              | 13 d'octubre de 2006   | Kitt Peak            | Spacewatch            |
| 304431 | 2006 TY88              | 13 d'octubre de 2006   | Kitt Peak            | Spacewatch            |
| 304432 | 2006 TC90              | 13 d'octubre de 2006   | Kitt Peak            | Spacewatch            |
| 304433 | 2006 TH91              | 13 d'octubre de 2006   | Kitt Peak            | Spacewatch            |
| 304434 | 2006 TE94              | 15 d'octubre de 2006   | Catalina             | CSS                   |
| 304435 | 2006 TQ97              | 13 d'octubre de 2006   | Kitt Peak            | Spacewatch            |
| 304436 | 2006 TK98              | 15 d'octubre de 2006   | Kitt Peak            | Spacewatch            |
| 304437 | 2006 TK99              | 15 d'octubre de 2006   | Kitt Peak            | Spacewatch            |
| 304438 | 2006 TM99              | 15 d'octubre de 2006   | Kitt Peak            | Spacewatch            |
| 304439 | 2006 TZ106             | 4 d'octubre de 2006    | Mount Lemmon         | Mt. Lemmon Survey     |
| 304440 | 2006 TB110             | 12 d'octubre de 2006   | Kitt Peak            | Spacewatch            |
| 304441 | 2006 TV120             | 12 d'octubre de 2006   | Apache Point         | A. C. Becker          |
| 304442 | 2006 TN121             | 4 d'octubre de 2006    | Mount Lemmon         | Mt. Lemmon Survey     |
| 304443 | 2006 TN126             | 1 d'octubre de 2006    | Kitt Peak            | Spacewatch            |
| 304444 | 2006 TH128             | 2 d'octubre de 2006    | Kitt Peak            | Spacewatch            |
| 304445 | 2006 TD130             | 11 d'octubre de 2006   | Palomar              | NEAT                  |
| 304446 | 2006 UP3               | 16 d'octubre de 2006   | Piszkesteto          | K. Sarneczky, Z. Kuli |
| 304447 | 2006 UR6               | 16 d'octubre de 2006   | Catalina             | CSS                   |
| 304448 | 2006 UL9               | 16 d'octubre de 2006   | Kitt Peak            | Spacewatch            |
| 304449 | 2006 UX9               | 16 d'octubre de 2006   | Kitt Peak            | Spacewatch            |
| 304450 | 2006 UU11              | 17 d'octubre de 2006   | Mount Lemmon         | Mt. Lemmon Survey     |
| 304451 | 2006 UO13              | 17 d'octubre de 2006   | Mount Lemmon         | Mt. Lemmon Survey     |
| 304452 | 2006 US14              | 17 d'octubre de 2006   | Mount Lemmon         | Mt. Lemmon Survey     |
| 304453 | 2006 UZ14              | 17 d'octubre de 2006   | Mount Lemmon         | Mt. Lemmon Survey     |
| 304454 | 2006 UW20              | 16 d'octubre de 2006   | Kitt Peak            | Spacewatch            |
| 304455 | 2006 UF21              | 16 d'octubre de 2006   | Kitt Peak            | Spacewatch            |
| 304456 | 2006 UR22              | 16 d'octubre de 2006   | Mount Lemmon         | Mt. Lemmon Survey     |
| 304457 | 2006 UB23              | 16 d'octubre de 2006   | Mount Lemmon         | Mt. Lemmon Survey     |
| 304458 | 2006 UK27              | 16 d'octubre de 2006   | Kitt Peak            | Spacewatch            |
| 304459 | 2006 UV27              | 16 d'octubre de 2006   | Kitt Peak            | Spacewatch            |
| 304460 | 2006 UX27              | 16 d'octubre de 2006   | Kitt Peak            | Spacewatch            |
| 304461 | 2006 UZ30              | 16 d'octubre de 2006   | Kitt Peak            | Spacewatch            |
| 304462 | 2006 UG32              | 16 d'octubre de 2006   | Kitt Peak            | Spacewatch            |
| 304463 | 2006 UG41              | 16 d'octubre de 2006   | Kitt Peak            | Spacewatch            |
| 304464 | 2006 UP44              | 16 d'octubre de 2006   | Kitt Peak            | Spacewatch            |
| 304465 | 2006 UY46              | 16 d'octubre de 2006   | Kitt Peak            | Spacewatch            |
| 304466 | 2006 UC48              | 17 d'octubre de 2006   | Kitt Peak            | Spacewatch            |
| 304467 | 2006 UT51              | 17 d'octubre de 2006   | Kitt Peak            | Spacewatch            |
| 304468 | 2006 UV56              | 18 d'octubre de 2006   | Kitt Peak            | Spacewatch            |
| 304469 | 2006 UU65              | 16 d'octubre de 2006   | Catalina             | CSS                   |
| 304470 | 2006 UU66              | 16 d'octubre de 2006   | Catalina             | CSS                   |
| 304471 | 2006 UD74              | 17 d'octubre de 2006   | Kitt Peak            | Spacewatch            |
| 304472 | 2006 UC75              | 17 d'octubre de 2006   | Catalina             | CSS                   |
| 304473 | 2006 US79              | 17 d'octubre de 2006   | Kitt Peak            | Spacewatch            |
| 304474 | 2006 UE84              | 17 d'octubre de 2006   | Mount Lemmon         | Mt. Lemmon Survey     |
| 304475 | 2006 UD85              | 17 d'octubre de 2006   | Mount Lemmon         | Mt. Lemmon Survey     |
| 304476 | 2006 UM86              | 17 d'octubre de 2006   | Mount Lemmon         | Mt. Lemmon Survey     |
| 304477 | 2006 UY87              | 27 de setembre de 2006 | Mount Lemmon         | Mt. Lemmon Survey     |
| 304478 | 2006 UV88              | 17 d'octubre de 2006   | Kitt Peak            | Spacewatch            |
| 304479 | 2006 UL89              | 17 d'octubre de 2006   | Kitt Peak            | Spacewatch            |
| 304480 | 2006 UU89              | 17 d'octubre de 2006   | Kitt Peak            | Spacewatch            |
| 304481 | 2006 UC95              | 18 d'octubre de 2006   | Kitt Peak            | Spacewatch            |
| 304482 | 2006 UJ96              | 18 d'octubre de 2006   | Kitt Peak            | Spacewatch            |
| 304483 | 2006 UV99              | 18 d'octubre de 2006   | Kitt Peak            | Spacewatch            |
| 304484 | 2006 UP103             | 18 d'octubre de 2006   | Kitt Peak            | Spacewatch            |
| 304485 | 2006 UV105             | 18 d'octubre de 2006   | Kitt Peak            | Spacewatch            |
| 304486 | 2006 UF108             | 18 d'octubre de 2006   | Kitt Peak            | Spacewatch            |
| 304487 | 2006 UJ113             | 19 d'octubre de 2006   | Kitt Peak            | Spacewatch            |
| 304488 | 2006 UR113             | 19 d'octubre de 2006   | Kitt Peak            | Spacewatch            |
| 304489 | 2006 UB117             | 19 d'octubre de 2006   | Kitt Peak            | Spacewatch            |
| 304490 | 2006 UJ118             | 19 d'octubre de 2006   | Kitt Peak            | Spacewatch            |
| 304491 | 2006 UB121             | 19 d'octubre de 2006   | Kitt Peak            | Spacewatch            |
| 304492 | 2006 UU121             | 19 d'octubre de 2006   | Kitt Peak            | Spacewatch            |
| 304493 | 2006 UO124             | 19 d'octubre de 2006   | Mount Lemmon         | Mt. Lemmon Survey     |
| 304494 | 2006 UF126             | 19 d'octubre de 2006   | Kitt Peak            | Spacewatch            |
| 304495 | 2006 UM136             | 19 d'octubre de 2006   | Mount Lemmon         | Mt. Lemmon Survey     |
| 304496 | 2006 UG139             | 19 d'octubre de 2006   | Kitt Peak            | Spacewatch            |
| 304497 | 2006 UE141             | 19 d'octubre de 2006   | Mount Lemmon         | Mt. Lemmon Survey     |
| 304498 | 2006 UW153             | 21 d'octubre de 2006   | Kitt Peak            | Spacewatch            |
| 304499 | 2006 UL157             | 21 d'octubre de 2006   | Mount Lemmon         | Mt. Lemmon Survey     |
| 304500 | 2006 UK158             | 21 d'octubre de 2006   | Mount Lemmon         | Mt. Lemmon Survey     |

## 304501-304600
| Nom    | Designació provisional | Data de descobriment   | Lloc de descobriment | Descobridor/s     |
| ------ | ---------------------- | ---------------------- | -------------------- | ----------------- |
| 304501 | 2006 UM162             | 21 d'octubre de 2006   | Mount Lemmon         | Mt. Lemmon Survey |
| 304502 | 2006 UZ163             | 21 d'octubre de 2006   | Mount Lemmon         | Mt. Lemmon Survey |
| 304503 | 2006 UY175             | 16 d'octubre de 2006   | Catalina             | CSS               |
| 304504 | 2006 UZ176             | 16 d'octubre de 2006   | Catalina             | CSS               |
| 304505 | 2006 UM179             | 16 d'octubre de 2006   | Catalina             | CSS               |
| 304506 | 2006 UR190             | 19 d'octubre de 2006   | Catalina             | CSS               |
| 304507 | 2006 UU190             | 19 d'octubre de 2006   | Kitt Peak            | Spacewatch        |
| 304508 | 2006 UP195             | 20 d'octubre de 2006   | Kitt Peak            | Spacewatch        |
| 304509 | 2006 UM197             | 20 d'octubre de 2006   | Kitt Peak            | Spacewatch        |
| 304510 | 2006 UT199             | 21 d'octubre de 2006   | Kitt Peak            | Spacewatch        |
| 304511 | 2006 UY201             | 22 d'octubre de 2006   | Palomar              | NEAT              |
| 304512 | 2006 UY202             | 22 d'octubre de 2006   | Palomar              | NEAT              |
| 304513 | 2006 UB208             | 23 d'octubre de 2006   | Kitt Peak            | Spacewatch        |
| 304514 | 2006 US208             | 23 d'octubre de 2006   | Kitt Peak            | Spacewatch        |
| 304515 | 2006 UO210             | 23 d'octubre de 2006   | Kitt Peak            | Spacewatch        |
| 304516 | 2006 UU212             | 23 d'octubre de 2006   | Kitt Peak            | Spacewatch        |
| 304517 | 2006 UH214             | 23 d'octubre de 2006   | Kitt Peak            | Spacewatch        |
| 304518 | 2006 UJ215             | 27 d'octubre de 2006   | Calvin-Rehoboth      | L. A. Molnar      |
| 304519 | 2006 UC218             | 27 d'octubre de 2006   | Nyukasa              | Nyukasa           |
| 304520 | 2006 UJ219             | 16 d'octubre de 2006   | Catalina             | CSS               |
| 304521 | 2006 UV225             | 20 d'octubre de 2006   | Palomar              | NEAT              |
| 304522 | 2006 UX227             | 20 d'octubre de 2006   | Palomar              | NEAT              |
| 304523 | 2006 UC235             | 22 d'octubre de 2006   | Mount Lemmon         | Mt. Lemmon Survey |
| 304524 | 2006 UH235             | 23 d'octubre de 2006   | Kitt Peak            | Spacewatch        |
| 304525 | 2006 UQ243             | 27 d'octubre de 2006   | Mount Lemmon         | Mt. Lemmon Survey |
| 304526 | 2006 UD255             | 27 d'octubre de 2006   | Catalina             | CSS               |
| 304527 | 2006 UU256             | 28 d'octubre de 2006   | Kitt Peak            | Spacewatch        |
| 304528 | 2006 UH263             | 31 d'octubre de 2006   | Bergisch Gladbac     | W. Bickel         |
| 304529 | 2006 UZ263             | 27 d'octubre de 2006   | Kitt Peak            | Spacewatch        |
| 304530 | 2006 UG267             | 27 d'octubre de 2006   | Catalina             | CSS               |
| 304531 | 2006 UL269             | 27 d'octubre de 2006   | Mount Lemmon         | Mt. Lemmon Survey |
| 304532 | 2006 UV269             | 27 d'octubre de 2006   | Kitt Peak            | Spacewatch        |
| 304533 | 2006 UJ270             | 27 d'octubre de 2006   | Kitt Peak            | Spacewatch        |
| 304534 | 2006 UA271             | 27 d'octubre de 2006   | Mount Lemmon         | Mt. Lemmon Survey |
| 304535 | 2006 UR271             | 27 d'octubre de 2006   | Mount Lemmon         | Mt. Lemmon Survey |
| 304536 | 2006 UT271             | 27 d'octubre de 2006   | Mount Lemmon         | Mt. Lemmon Survey |
| 304537 | 2006 US274             | 28 d'octubre de 2006   | Kitt Peak            | Spacewatch        |
| 304538 | 2006 UK276             | 28 d'octubre de 2006   | Mount Lemmon         | Mt. Lemmon Survey |
| 304539 | 2006 UX280             | 28 d'octubre de 2006   | Mount Lemmon         | Mt. Lemmon Survey |
| 304540 | 2006 UF283             | 28 d'octubre de 2006   | Kitt Peak            | Spacewatch        |
| 304541 | 2006 UJ283             | 28 d'octubre de 2006   | Kitt Peak            | Spacewatch        |
| 304542 | 2006 UT284             | 28 d'octubre de 2006   | Kitt Peak            | Spacewatch        |
| 304543 | 2006 UF285             | 28 d'octubre de 2006   | Mount Lemmon         | Mt. Lemmon Survey |
| 304544 | 2006 UP285             | 28 d'octubre de 2006   | Kitt Peak            | Spacewatch        |
| 304545 | 2006 UR287             | 29 d'octubre de 2006   | Kitt Peak            | Spacewatch        |
| 304546 | 2006 UC289             | 31 d'octubre de 2006   | Kitt Peak            | Spacewatch        |
| 304547 | 2006 UC314             | 19 d'octubre de 2006   | Kitt Peak            | M. W. Buie        |
| 304548 | 2006 UO323             | 21 d'octubre de 2006   | Mount Lemmon         | Mt. Lemmon Survey |
| 304549 | 2006 UM325             | 20 d'octubre de 2006   | Kitt Peak            | M. W. Buie        |
| 304550 | 2006 UD328             | 16 d'octubre de 2006   | Kitt Peak            | Spacewatch        |
| 304551 | 2006 UT328             | 19 d'octubre de 2006   | Mount Lemmon         | Mt. Lemmon Survey |
| 304552 | 2006 UB329             | 21 d'octubre de 2006   | Kitt Peak            | Spacewatch        |
| 304553 | 2006 UG332             | 21 d'octubre de 2006   | Apache Point         | A. C. Becker      |
| 304554 | 2006 US332             | 21 d'octubre de 2006   | Apache Point         | A. C. Becker      |
| 304555 | 2006 UC336             | 20 d'octubre de 2006   | Kitt Peak            | Spacewatch        |
| 304556 | 2006 UE337             | 22 d'octubre de 2006   | Mount Lemmon         | Mt. Lemmon Survey |
| 304557 | 2006 UL352             | 26 d'octubre de 2006   | Mauna Kea            | P. A. Wiegert     |
| 304558 | 2006 UW359             | 22 d'octubre de 2006   | Kitt Peak            | Spacewatch        |
| 304559 | 2006 UP360             | 17 d'octubre de 2006   | Mount Lemmon         | Mt. Lemmon Survey |
| 304560 | 2006 VO3               | 9 de novembre de 2006  | Kitt Peak            | Spacewatch        |
| 304561 | 2006 VO5               | 10 de novembre de 2006 | Kitt Peak            | Spacewatch        |
| 304562 | 2006 VE6               | 10 de novembre de 2006 | Kitt Peak            | Spacewatch        |
| 304563 | 2006 VQ6               | 10 de novembre de 2006 | Kitt Peak            | Spacewatch        |
| 304564 | 2006 VG7               | 10 de novembre de 2006 | Kitt Peak            | Spacewatch        |
| 304565 | 2006 VN8               | 11 de novembre de 2006 | Kitt Peak            | Spacewatch        |
| 304566 | 2006 VF9               | 11 de novembre de 2006 | Catalina             | CSS               |
| 304567 | 2006 VP11              | 11 de novembre de 2006 | Mount Lemmon         | Mt. Lemmon Survey |
| 304568 | 2006 VE19              | 9 de novembre de 2006  | Kitt Peak            | Spacewatch        |
| 304569 | 2006 VH19              | 9 de novembre de 2006  | Kitt Peak            | Spacewatch        |
| 304570 | 2006 VF26              | 10 de novembre de 2006 | Kitt Peak            | Spacewatch        |
| 304571 | 2006 VJ28              | 10 de novembre de 2006 | Kitt Peak            | Spacewatch        |
| 304572 | 2006 VD29              | 10 de novembre de 2006 | Kitt Peak            | Spacewatch        |
| 304573 | 2006 VM31              | 11 de novembre de 2006 | Kitt Peak            | Spacewatch        |
| 304574 | 2006 VO34              | 11 de novembre de 2006 | Catalina             | CSS               |
| 304575 | 2006 VL36              | 11 de novembre de 2006 | Mount Lemmon         | Mt. Lemmon Survey |
| 304576 | 2006 VY36              | 11 de novembre de 2006 | Catalina             | CSS               |
| 304577 | 2006 VX38              | 12 d'octubre de 2006   | Kitt Peak            | Spacewatch        |
| 304578 | 2006 VN42              | 22 d'octubre de 2006   | Kitt Peak            | Spacewatch        |
| 304579 | 2006 VS42              | 12 de novembre de 2006 | Mount Lemmon         | Mt. Lemmon Survey |
| 304580 | 2006 VP44              | 1 de novembre de 2006  | Kitt Peak            | Spacewatch        |
| 304581 | 2006 VB46              | 9 de novembre de 2006  | Kitt Peak            | Spacewatch        |
| 304582 | 2006 VL46              | 9 de novembre de 2006  | Kitt Peak            | Spacewatch        |
| 304583 | 2006 VY47              | 10 de novembre de 2006 | Kitt Peak            | Spacewatch        |
| 304584 | 2006 VC49              | 10 de novembre de 2006 | Kitt Peak            | Spacewatch        |
| 304585 | 2006 VV49              | 10 de novembre de 2006 | Kitt Peak            | Spacewatch        |
| 304586 | 2006 VY49              | 10 de novembre de 2006 | Kitt Peak            | Spacewatch        |
| 304587 | 2006 VV52              | 11 de novembre de 2006 | Kitt Peak            | Spacewatch        |
| 304588 | 2006 VS53              | 11 de novembre de 2006 | Kitt Peak            | Spacewatch        |
| 304589 | 2006 VE54              | 11 de novembre de 2006 | Kitt Peak            | Spacewatch        |
| 304590 | 2006 VO57              | 11 de novembre de 2006 | Kitt Peak            | Spacewatch        |
| 304591 | 2006 VU57              | 11 de novembre de 2006 | Kitt Peak            | Spacewatch        |
| 304592 | 2006 VC60              | 11 de novembre de 2006 | Kitt Peak            | Spacewatch        |
| 304593 | 2006 VC61              | 11 de novembre de 2006 | Kitt Peak            | Spacewatch        |
| 304594 | 2006 VE63              | 11 de novembre de 2006 | Kitt Peak            | Spacewatch        |
| 304595 | 2006 VW63              | 11 de novembre de 2006 | Kitt Peak            | Spacewatch        |
| 304596 | 2006 VJ65              | 11 de novembre de 2006 | Kitt Peak            | Spacewatch        |
| 304597 | 2006 VJ66              | 11 de novembre de 2006 | Kitt Peak            | Spacewatch        |
| 304598 | 2006 VP69              | 11 de novembre de 2006 | Kitt Peak            | Spacewatch        |
| 304599 | 2006 VA70              | 11 de novembre de 2006 | Kitt Peak            | Spacewatch        |
| 304600 | 2006 VM70              | 11 de novembre de 2006 | Kitt Peak            | Spacewatch        |

## 304601-304700
| Nom    | Designació provisional | Data de descobriment   | Lloc de descobriment | Descobridor/s       |
| ------ | ---------------------- | ---------------------- | -------------------- | ------------------- |
| 304601 | 2006 VW71              | 11 de novembre de 2006 | Mount Lemmon         | Mt. Lemmon Survey   |
| 304602 | 2006 VQ73              | 11 de novembre de 2006 | Mount Lemmon         | Mt. Lemmon Survey   |
| 304603 | 2006 VW74              | 11 de novembre de 2006 | Mount Lemmon         | Mt. Lemmon Survey   |
| 304604 | 2006 VF75              | 11 de novembre de 2006 | Kitt Peak            | Spacewatch          |
| 304605 | 2006 VD77              | 12 de novembre de 2006 | Mount Lemmon         | Mt. Lemmon Survey   |
| 304606 | 2006 VM81              | 12 de novembre de 2006 | Lulin                | H.-C. Lin, Q.-z. Ye |
| 304607 | 2006 VG83              | 13 de novembre de 2006 | Kitt Peak            | Spacewatch          |
| 304608 | 2006 VQ83              | 13 de novembre de 2006 | Kitt Peak            | Spacewatch          |
| 304609 | 2006 VD84              | 13 de novembre de 2006 | Mount Lemmon         | Mt. Lemmon Survey   |
| 304610 | 2006 VS84              | 13 de novembre de 2006 | Mount Lemmon         | Mt. Lemmon Survey   |
| 304611 | 2006 VY85              | 14 de novembre de 2006 | Kitt Peak            | Spacewatch          |
| 304612 | 2006 VX86              | 14 de novembre de 2006 | Mount Lemmon         | Mt. Lemmon Survey   |
| 304613 | 2006 VV88              | 14 de novembre de 2006 | Mount Lemmon         | Mt. Lemmon Survey   |
| 304614 | 2006 VT96              | 10 de novembre de 2006 | Kitt Peak            | Spacewatch          |
| 304615 | 2006 VO99              | 11 de novembre de 2006 | Mount Lemmon         | Mt. Lemmon Survey   |
| 304616 | 2006 VK105             | 13 de novembre de 2006 | Kitt Peak            | Spacewatch          |
| 304617 | 2006 VW106             | 13 de novembre de 2006 | Catalina             | CSS                 |
| 304618 | 2006 VH109             | 13 de novembre de 2006 | Palomar              | NEAT                |
| 304619 | 2006 VA110             | 13 de novembre de 2006 | Catalina             | CSS                 |
| 304620 | 2006 VD114             | 14 de novembre de 2006 | Kitt Peak            | Spacewatch          |
| 304621 | 2006 VO114             | 14 de novembre de 2006 | Mount Lemmon         | Mt. Lemmon Survey   |
| 304622 | 2006 VO118             | 14 de novembre de 2006 | Kitt Peak            | Spacewatch          |
| 304623 | 2006 VN128             | 15 de novembre de 2006 | Kitt Peak            | Spacewatch          |
| 304624 | 2006 VB134             | 15 de novembre de 2006 | Mount Lemmon         | Mt. Lemmon Survey   |
| 304625 | 2006 VJ136             | 15 de novembre de 2006 | Kitt Peak            | Spacewatch          |
| 304626 | 2006 VA138             | 15 de novembre de 2006 | Kitt Peak            | Spacewatch          |
| 304627 | 2006 VM139             | 15 de novembre de 2006 | Kitt Peak            | Spacewatch          |
| 304628 | 2006 VP139             | 15 de novembre de 2006 | Kitt Peak            | Spacewatch          |
| 304629 | 2006 VA140             | 15 de novembre de 2006 | Kitt Peak            | Spacewatch          |
| 304630 | 2006 VR140             | 15 de novembre de 2006 | Kitt Peak            | Spacewatch          |
| 304631 | 2006 VA141             | 15 de novembre de 2006 | Kitt Peak            | Spacewatch          |
| 304632 | 2006 VT141             | 13 de novembre de 2006 | Kitt Peak            | Spacewatch          |
| 304633 | 2006 VN148             | 15 de novembre de 2006 | Kitt Peak            | Spacewatch          |
| 304634 | 2006 VU149             | 9 de novembre de 2006  | Palomar              | NEAT                |
| 304635 | 2006 VK150             | 9 de novembre de 2006  | Palomar              | NEAT                |
| 304636 | 2006 VM152             | 9 de novembre de 2006  | Palomar              | NEAT                |
| 304637 | 2006 VU155             | 27 d'octubre de 2006   | Catalina             | CSS                 |
| 304638 | 2006 VA169             | 15 de novembre de 2006 | Kitt Peak            | Spacewatch          |
| 304639 | 2006 VD171             | 11 de novembre de 2006 | Mount Lemmon         | Mt. Lemmon Survey   |
| 304640 | 2006 WW1               | 19 de novembre de 2006 | Kitt Peak            | Spacewatch          |
| 304641 | 2006 WY1               | 18 de novembre de 2006 | La Sagra             | La Sagra            |
| 304642 | 2006 WL5               | 16 de novembre de 2006 | Kitt Peak            | Spacewatch          |
| 304643 | 2006 WM8               | 16 de novembre de 2006 | Kitt Peak            | Spacewatch          |
| 304644 | 2006 WU8               | 16 de novembre de 2006 | Kitt Peak            | Spacewatch          |
| 304645 | 2006 WY8               | 16 de novembre de 2006 | Kitt Peak            | Spacewatch          |
| 304646 | 2006 WP11              | 16 de novembre de 2006 | Socorro              | LINEAR              |
| 304647 | 2006 WY11              | 16 de novembre de 2006 | Mount Lemmon         | Mt. Lemmon Survey   |
| 304648 | 2006 WM14              | 16 de novembre de 2006 | Mount Lemmon         | Mt. Lemmon Survey   |
| 304649 | 2006 WZ14              | 16 de novembre de 2006 | Kitt Peak            | Spacewatch          |
| 304650 | 2006 WS16              | 17 de novembre de 2006 | Kitt Peak            | Spacewatch          |
| 304651 | 2006 WN22              | 17 de novembre de 2006 | Mount Lemmon         | Mt. Lemmon Survey   |
| 304652 | 2006 WC23              | 17 de novembre de 2006 | Mount Lemmon         | Mt. Lemmon Survey   |
| 304653 | 2006 WF25              | 17 de novembre de 2006 | Mount Lemmon         | Mt. Lemmon Survey   |
| 304654 | 2006 WB26              | 18 de novembre de 2006 | Mount Lemmon         | Mt. Lemmon Survey   |
| 304655 | 2006 WL26              | 13 d'octubre de 2006   | Kitt Peak            | Spacewatch          |
| 304656 | 2006 WW27              | 22 de novembre de 2006 | 7300                 | W. K. Y. Yeung      |
| 304657 | 2006 WY27              | 22 de novembre de 2006 | 7300                 | W. K. Y. Yeung      |
| 304658 | 2006 WV30              | 23 de novembre de 2006 | Kitt Peak            | Spacewatch          |
| 304659 | 2006 WR33              | 16 de novembre de 2006 | Kitt Peak            | Spacewatch          |
| 304660 | 2006 WS49              | 16 de novembre de 2006 | Kitt Peak            | Spacewatch          |
| 304661 | 2006 WW49              | 16 de novembre de 2006 | Kitt Peak            | Spacewatch          |
| 304662 | 2006 WZ54              | 16 de novembre de 2006 | Kitt Peak            | Spacewatch          |
| 304663 | 2006 WL59              | 17 de novembre de 2006 | Kitt Peak            | Spacewatch          |
| 304664 | 2006 WK69              | 17 de novembre de 2006 | Kitt Peak            | Spacewatch          |
| 304665 | 2006 WB70              | 18 de novembre de 2006 | Kitt Peak            | Spacewatch          |
| 304666 | 2006 WW72              | 18 de novembre de 2006 | Kitt Peak            | Spacewatch          |
| 304667 | 2006 WY72              | 18 de novembre de 2006 | Kitt Peak            | Spacewatch          |
| 304668 | 2006 WA78              | 18 de novembre de 2006 | Kitt Peak            | Spacewatch          |
| 304669 | 2006 WK92              | 19 de novembre de 2006 | Kitt Peak            | Spacewatch          |
| 304670 | 2006 WC93              | 19 de novembre de 2006 | Kitt Peak            | Spacewatch          |
| 304671 | 2006 WA95              | 19 de novembre de 2006 | Kitt Peak            | Spacewatch          |
| 304672 | 2006 WH95              | 19 de novembre de 2006 | Kitt Peak            | Spacewatch          |
| 304673 | 2006 WP95              | 19 de novembre de 2006 | Kitt Peak            | Spacewatch          |
| 304674 | 2006 WZ95              | 19 de novembre de 2006 | Kitt Peak            | Spacewatch          |
| 304675 | 2006 WU98              | 19 de novembre de 2006 | Kitt Peak            | Spacewatch          |
| 304676 | 2006 WH101             | 19 de novembre de 2006 | Socorro              | LINEAR              |
| 304677 | 2006 WK103             | 19 de novembre de 2006 | Kitt Peak            | Spacewatch          |
| 304678 | 2006 WJ104             | 19 de novembre de 2006 | Kitt Peak            | Spacewatch          |
| 304679 | 2006 WM108             | 19 de novembre de 2006 | Kitt Peak            | Spacewatch          |
| 304680 | 2006 WP109             | 19 de novembre de 2006 | Kitt Peak            | Spacewatch          |
| 304681 | 2006 WV109             | 19 de novembre de 2006 | Kitt Peak            | Spacewatch          |
| 304682 | 2006 WU111             | 19 de novembre de 2006 | Socorro              | LINEAR              |
| 304683 | 2006 WW120             | 21 de novembre de 2006 | Socorro              | LINEAR              |
| 304684 | 2006 WM126             | 22 de novembre de 2006 | Catalina             | CSS                 |
| 304685 | 2006 WK137             | 19 de novembre de 2006 | Kitt Peak            | Spacewatch          |
| 304686 | 2006 WY139             | 19 de novembre de 2006 | Kitt Peak            | Spacewatch          |
| 304687 | 2006 WC145             | 20 de novembre de 2006 | Kitt Peak            | Spacewatch          |
| 304688 | 2006 WZ147             | 20 de novembre de 2006 | Kitt Peak            | Spacewatch          |
| 304689 | 2006 WP148             | 20 de novembre de 2006 | Kitt Peak            | Spacewatch          |
| 304690 | 2006 WM149             | 12 de març de 2003     | Palomar              | NEAT                |
| 304691 | 2006 WC162             | 23 de novembre de 2006 | Kitt Peak            | Spacewatch          |
| 304692 | 2006 WJ162             | 23 de novembre de 2006 | Kitt Peak            | Spacewatch          |
| 304693 | 2006 WF166             | 23 de novembre de 2006 | Kitt Peak            | Spacewatch          |
| 304694 | 2006 WC167             | 23 de novembre de 2006 | Kitt Peak            | Spacewatch          |
| 304695 | 2006 WU169             | 23 de novembre de 2006 | Kitt Peak            | Spacewatch          |
| 304696 | 2006 WR171             | 23 de novembre de 2006 | Kitt Peak            | Spacewatch          |
| 304697 | 2006 WM172             | 23 de novembre de 2006 | Kitt Peak            | Spacewatch          |
| 304698 | 2006 WQ174             | 23 de novembre de 2006 | Kitt Peak            | Spacewatch          |
| 304699 | 2006 WA175             | 23 de novembre de 2006 | Kitt Peak            | Spacewatch          |
| 304700 | 2006 WF175             | 23 de novembre de 2006 | Kitt Peak            | Spacewatch          |

## 304701-304800
| Nom    | Designació provisional | Data de descobriment   | Lloc de descobriment | Descobridor/s          |
| ------ | ---------------------- | ---------------------- | -------------------- | ---------------------- |
| 304701 | 2006 WJ177             | 23 de novembre de 2006 | Mount Lemmon         | Mt. Lemmon Survey      |
| 304702 | 2006 WT179             | 24 de novembre de 2006 | Mount Lemmon         | Mt. Lemmon Survey      |
| 304703 | 2006 WL187             | 23 de novembre de 2006 | Mount Lemmon         | Mt. Lemmon Survey      |
| 304704 | 2006 WO189             | 25 de novembre de 2006 | Mount Lemmon         | Mt. Lemmon Survey      |
| 304705 | 2006 WW193             | 27 de novembre de 2006 | Mount Lemmon         | Mt. Lemmon Survey      |
| 304706 | 2006 WU194             | 29 de novembre de 2006 | Socorro              | LINEAR                 |
| 304707 | 2006 WD195             | 29 de novembre de 2006 | Socorro              | LINEAR                 |
| 304708 | 2006 WB198             | 19 de novembre de 2006 | Kitt Peak            | Spacewatch             |
| 304709 | 2006 WR198             | 19 de novembre de 2006 | Catalina             | CSS                    |
| 304710 | 2006 WE199             | 25 de novembre de 2006 | Kitt Peak            | Spacewatch             |
| 304711 | 2006 WO199             | 19 de novembre de 2006 | Kitt Peak            | Spacewatch             |
| 304712 | 2006 WB200             | 17 de novembre de 2006 | Kitt Peak            | Spacewatch             |
| 304713 | 2006 WL203             | 25 de novembre de 2006 | Mount Lemmon         | Mt. Lemmon Survey      |
| 304714 | 2006 XB3               | 11 de desembre de 2006 | 7300                 | W. K. Y. Yeung         |
| 304715 | 2006 XG5               | 1 de desembre de 2006  | Mount Lemmon         | Mt. Lemmon Survey      |
| 304716 | 2006 XH5               | 1 de desembre de 2006  | Mount Lemmon         | Mt. Lemmon Survey      |
| 304717 | 2006 XU5               | 7 de desembre de 2006  | Palomar              | NEAT                   |
| 304718 | 2006 XA7               | 9 de desembre de 2006  | Kitt Peak            | Spacewatch             |
| 304719 | 2006 XT14              | 10 de desembre de 2006 | Kitt Peak            | Spacewatch             |
| 304720 | 2006 XA16              | 10 de desembre de 2006 | Kitt Peak            | Spacewatch             |
| 304721 | 2006 XZ18              | 11 de desembre de 2006 | Socorro              | LINEAR                 |
| 304722 | 2006 XZ21              | 12 de desembre de 2006 | Kitt Peak            | Spacewatch             |
| 304723 | 2006 XR23              | 12 de desembre de 2006 | Mount Lemmon         | Mt. Lemmon Survey      |
| 304724 | 2006 XC25              | 12 de desembre de 2006 | Mount Lemmon         | Mt. Lemmon Survey      |
| 304725 | 2006 XA26              | 12 de desembre de 2006 | Catalina             | CSS                    |
| 304726 | 2006 XS26              | 12 de desembre de 2006 | Catalina             | CSS                    |
| 304727 | 2006 XR27              | 13 de desembre de 2006 | Kitt Peak            | Spacewatch             |
| 304728 | 2006 XC29              | 13 de desembre de 2006 | Mount Lemmon         | Mt. Lemmon Survey      |
| 304729 | 2006 XF31              | 15 de desembre de 2006 | Farra d'Isonzo       | Farra d'Isonzo         |
| 304730 | 2006 XJ32              | 9 de desembre de 2006  | Kitt Peak            | Spacewatch             |
| 304731 | 2006 XR34              | 11 de desembre de 2006 | Kitt Peak            | Spacewatch             |
| 304732 | 2006 XF37              | 11 de desembre de 2006 | Kitt Peak            | Spacewatch             |
| 304733 | 2006 XE38              | 11 de desembre de 2006 | Kitt Peak            | Spacewatch             |
| 304734 | 2006 XH38              | 11 de desembre de 2006 | Kitt Peak            | Spacewatch             |
| 304735 | 2006 XY39              | 12 de desembre de 2006 | Kitt Peak            | Spacewatch             |
| 304736 | 2006 XQ40              | 12 de desembre de 2006 | Kitt Peak            | Spacewatch             |
| 304737 | 2006 XK46              | 13 de desembre de 2006 | Catalina             | CSS                    |
| 304738 | 2006 XO47              | 13 de desembre de 2006 | Mount Lemmon         | Mt. Lemmon Survey      |
| 304739 | 2006 XE57              | 13 de desembre de 2006 | Mount Lemmon         | Mt. Lemmon Survey      |
| 304740 | 2006 XC65              | 12 de desembre de 2006 | Palomar              | NEAT                   |
| 304741 | 2006 XT65              | 12 de desembre de 2006 | Palomar              | NEAT                   |
| 304742 | 2006 XC70              | 13 de desembre de 2006 | Mount Lemmon         | Mt. Lemmon Survey      |
| 304743 | 2006 XQ71              | 13 de desembre de 2006 | Mount Lemmon         | Mt. Lemmon Survey      |
| 304744 | 2006 XZ71              | 10 de desembre de 2006 | Kitt Peak            | Spacewatch             |
| 304745 | 2006 YR3               | 16 de desembre de 2006 | Mount Lemmon         | Mt. Lemmon Survey      |
| 304746 | 2006 YD5               | 17 de desembre de 2006 | Mount Lemmon         | Mt. Lemmon Survey      |
| 304747 | 2006 YL10              | 21 de desembre de 2006 | Anderson Mesa        | LONEOS                 |
| 304748 | 2006 YE14              | 22 de desembre de 2006 | Piszkesteto          | K. Sarneczky           |
| 304749 | 2006 YZ17              | 16 de novembre de 2006 | Kitt Peak            | Spacewatch             |
| 304750 | 2006 YJ20              | 21 de desembre de 2006 | Kitt Peak            | Spacewatch             |
| 304751 | 2006 YX21              | 21 de desembre de 2006 | Kitt Peak            | Spacewatch             |
| 304752 | 2006 YK38              | 21 de desembre de 2006 | Kitt Peak            | Spacewatch             |
| 304753 | 2006 YO47              | 23 de desembre de 2006 | Mount Lemmon         | Mt. Lemmon Survey      |
| 304754 | 2006 YT52              | 21 de desembre de 2006 | Mount Lemmon         | Mt. Lemmon Survey      |
| 304755 | 2007 AW10              | 8 de gener de 2007     | Catalina             | CSS                    |
| 304756 | 2007 AS11              | 9 de gener de 2007     | Kitt Peak            | Spacewatch             |
| 304757 | 2007 AB19              | 15 de gener de 2007    | Catalina             | CSS                    |
| 304758 | 2007 AC19              | 15 de gener de 2007    | Catalina             | CSS                    |
| 304759 | 2007 BO16              | 17 de gener de 2007    | Mount Lemmon         | Mt. Lemmon Survey      |
| 304760 | 2007 BG21              | 24 de gener de 2007    | Socorro              | LINEAR                 |
| 304761 | 2007 BV26              | 24 de gener de 2007    | Mount Lemmon         | Mt. Lemmon Survey      |
| 304762 | 2007 CH                | 6 de febrer de 2007    | Palomar              | NEAT                   |
| 304763 | 2007 CQ25              | 9 de febrer de 2007    | Kitt Peak            | Spacewatch             |
| 304764 | 2007 CF43              | 8 de febrer de 2007    | Palomar              | NEAT                   |
| 304765 | 2007 DW4               | 17 de febrer de 2007   | Kitt Peak            | Spacewatch             |
| 304766 | 2007 DW14              | 17 de febrer de 2007   | Kitt Peak            | Spacewatch             |
| 304767 | 2007 DA38              | 17 de febrer de 2007   | Kitt Peak            | Spacewatch             |
| 304768 | 2007 DB40              | 19 de febrer de 2007   | Kitt Peak            | Spacewatch             |
| 304769 | 2007 DV77              | 23 de febrer de 2007   | Kitt Peak            | Spacewatch             |
| 304770 | 2007 EO67              | 10 de març de 2007     | Kitt Peak            | Spacewatch             |
| 304771 | 2007 EX149             | 12 de març de 2007     | Mount Lemmon         | Mt. Lemmon Survey      |
| 304772 | 2007 EQ184             | 13 de març de 2007     | Catalina             | CSS                    |
| 304773 | 2007 EF188             | 13 de març de 2007     | Kitt Peak            | Spacewatch             |
| 304774 | 2007 GZ30              | 14 d'abril de 2007     | Mount Lemmon         | Mt. Lemmon Survey      |
| 304775 | 2007 GY46              | 14 d'abril de 2007     | Kitt Peak            | Spacewatch             |
| 304776 | 2007 GZ62              | 15 d'abril de 2007     | Kitt Peak            | Spacewatch             |
| 304777 | 2007 HB12              | 18 d'abril de 2007     | Mount Lemmon         | Mt. Lemmon Survey      |
| 304778 | 2007 HL17              | 16 d'abril de 2007     | Catalina             | CSS                    |
| 304779 | 2007 JY43              | 25 d'abril de 2007     | Kitt Peak            | Spacewatch             |
| 304780 | 2007 LO21              | 12 de juny de 2007     | Kitt Peak            | Spacewatch             |
| 304781 | 2007 LM31              | 14 de juny de 2007     | Siding Spring        | Siding Spring Survey   |
| 304782 | 2007 MX3               | 18 de juny de 2007     | Catalina             | CSS                    |
| 304783 | 2007 MN7               | 18 de juny de 2007     | Kitt Peak            | Spacewatch             |
| 304784 | 2007 MT15              | 20 de juny de 2007     | Kitt Peak            | Spacewatch             |
| 304785 | 2007 MK19              | 21 de juny de 2007     | Mount Lemmon         | Mt. Lemmon Survey      |
| 304786 | 2007 ME26              | 23 de juny de 2007     | Siding Spring        | Siding Spring Survey   |
| 304787 | 2007 NF1               | 11 de juliol de 2007   | Reedy Creek          | J. Broughton           |
| 304788 | 2007 NZ1               | 13 de juliol de 2007   | La Sagra             | La Sagra               |
| 304789 | 2007 NS3               | 12 de juliol de 2007   | Reedy Creek          | J. Broughton           |
| 304790 | 2007 NE5               | 15 de juliol de 2007   | Tiki                 | S. F. Hoenig, N. Teamo |
| 304791 | 2007 NN7               | 15 de juliol de 2007   | Siding Spring        | Siding Spring Survey   |
| 304792 | 2007 OD                | 16 de juliol de 2007   | La Sagra             | La Sagra               |
| 304793 | 2007 OP9               | 24 de juliol de 2007   | Crni Vrh             | Crni Vrh               |
| 304794 | 2007 PW2               | 7 d'agost de 2007      | Reedy Creek          | J. Broughton           |
| 304795 | 2007 PD3               | 4 d'agost de 2007      | Siding Spring        | Siding Spring Survey   |
| 304796 | 2007 PS6               | 9 d'agost de 2007      | Tiki                 | S. F. Hoenig, N. Teamo |
| 304797 | 2007 PW6               | 9 d'agost de 2007      | Socorro              | LINEAR                 |
| 304798 | 2007 PF8               | 6 d'agost de 2007      | Reedy Creek          | J. Broughton           |
| 304799 | 2007 PK10              | 9 d'agost de 2007      | Socorro              | LINEAR                 |
| 304800 | 2007 PH12              | 10 d'agost de 2007     | Tiki                 | S. F. Hoenig, N. Teamo |

## 304801-304900
| Nom             | Designació provisional | Data de descobriment   | Lloc de descobriment | Descobridor/s          |
| --------------- | ---------------------- | ---------------------- | -------------------- | ---------------------- |
| 304801          | 2007 PN14              | 8 d'agost de 2007      | Socorro              | LINEAR                 |
| 304802          | 2007 PV14              | 8 d'agost de 2007      | Socorro              | LINEAR                 |
| 304803          | 2007 PN15              | 8 d'agost de 2007      | Socorro              | LINEAR                 |
| 304804          | 2007 PY20              | 9 d'agost de 2007      | Socorro              | LINEAR                 |
| 304805          | 2007 PD27              | 9 d'agost de 2007      | Palomar              | Palomar                |
| 304806          | 2007 PA35              | 9 d'agost de 2007      | Socorro              | LINEAR                 |
| 304807          | 2007 PQ35              | 10 d'agost de 2007     | Kitt Peak            | Spacewatch             |
| 304808          | 2007 PM36              | 13 d'agost de 2007     | Socorro              | LINEAR                 |
| 304809          | 2007 PB41              | 13 d'agost de 2007     | Socorro              | LINEAR                 |
| 304810          | 2007 PU42              | 9 d'agost de 2007      | Socorro              | LINEAR                 |
| 304811          | 2007 PJ45              | 10 d'agost de 2007     | Kitt Peak            | Spacewatch             |
| 304812          | 2007 PO47              | 9 d'agost de 2007      | Kitt Peak            | Spacewatch             |
| 304813 Cesarina | 2007 QA                | 16 d'agost de 2007     | San Marcello         | San Marcello           |
| 304814          | 2007 QQ5               | 18 d'agost de 2007     | Purple Mountain      | PMO NEO Survey Program |
| 304815          | 2007 QE9               | 22 d'agost de 2007     | Anderson Mesa        | LONEOS                 |
| 304816          | 2007 QE10              | 22 d'agost de 2007     | Socorro              | LINEAR                 |
| 304817          | 2007 QV10              | 23 d'agost de 2007     | Kitt Peak            | Spacewatch             |
| 304818          | 2007 QA11              | 23 d'agost de 2007     | Kitt Peak            | Spacewatch             |
| 304819          | 2007 QC11              | 23 d'agost de 2007     | Kitt Peak            | Spacewatch             |
| 304820          | 2007 QF16              | 23 d'agost de 2007     | Kitt Peak            | Spacewatch             |
| 304821          | 2007 RB                | 1 de setembre de 2007  | Eskridge             | G. Hug                 |
| 304822          | 2007 RU                | 2 de setembre de 2007  | Pla D'Arguines       | R. Ferrando            |
| 304823          | 2007 RR5               | 5 de setembre de 2007  | Dauban               | Chante-Perdrix         |
| 304824          | 2007 RL14              | 11 de setembre de 2007 | Remanzacco           | Remanzacco             |
| 304825          | 2007 RA18              | 13 de setembre de 2007 | Bisei SG Center      | BATTeRS                |
| 304826          | 2007 RM19              | 5 de setembre de 2007  | Lulin                | LUSS                   |
| 304827          | 2007 RU20              | 3 de setembre de 2007  | Catalina             | CSS                    |
| 304828          | 2007 RD21              | 3 de setembre de 2007  | Catalina             | CSS                    |
| 304829          | 2007 RO21              | 3 de setembre de 2007  | Catalina             | CSS                    |
| 304830          | 2007 RY22              | 3 de setembre de 2007  | Catalina             | CSS                    |
| 304831          | 2007 RQ23              | 3 de setembre de 2007  | Catalina             | CSS                    |
| 304832          | 2007 RW23              | 3 de setembre de 2007  | Catalina             | CSS                    |
| 304833          | 2007 RB24              | 3 de setembre de 2007  | Catalina             | CSS                    |
| 304834          | 2007 RR25              | 4 de setembre de 2007  | Mount Lemmon         | Mt. Lemmon Survey      |
| 304835          | 2007 RW27              | 4 de setembre de 2007  | Catalina             | CSS                    |
| 304836          | 2007 RP28              | 4 de setembre de 2007  | Catalina             | CSS                    |
| 304837          | 2007 RK32              | 5 de setembre de 2007  | Catalina             | CSS                    |
| 304838          | 2007 RM32              | 5 de setembre de 2007  | Catalina             | CSS                    |
| 304839          | 2007 RO32              | 5 de setembre de 2007  | Catalina             | CSS                    |
| 304840          | 2007 RJ36              | 8 de setembre de 2007  | Anderson Mesa        | LONEOS                 |
| 304841          | 2007 RU37              | 8 de setembre de 2007  | Anderson Mesa        | LONEOS                 |
| 304842          | 2007 RJ39              | 8 de setembre de 2007  | Catalina             | CSS                    |
| 304843          | 2007 RF40              | 9 de setembre de 2007  | Kitt Peak            | Spacewatch             |
| 304844          | 2007 RD41              | 9 de setembre de 2007  | Anderson Mesa        | LONEOS                 |
| 304845          | 2007 RO41              | 9 de setembre de 2007  | Anderson Mesa        | LONEOS                 |
| 304846          | 2007 RM49              | 9 de setembre de 2007  | Mount Lemmon         | Mt. Lemmon Survey      |
| 304847          | 2007 RY52              | 9 de setembre de 2007  | Kitt Peak            | Spacewatch             |
| 304848          | 2007 RD55              | 9 de setembre de 2007  | Kitt Peak            | Spacewatch             |
| 304849          | 2007 RR55              | 9 de setembre de 2007  | Kitt Peak            | Spacewatch             |
| 304850          | 2007 RH57              | 9 de setembre de 2007  | Kitt Peak            | Spacewatch             |
| 304851          | 2007 RJ59              | 10 de setembre de 2007 | Kitt Peak            | Spacewatch             |
| 304852          | 2007 RF68              | 10 de setembre de 2007 | Kitt Peak            | Spacewatch             |
| 304853          | 2007 RO68              | 10 de setembre de 2007 | Kitt Peak            | Spacewatch             |
| 304854          | 2007 RW68              | 10 de setembre de 2007 | Kitt Peak            | Spacewatch             |
| 304855          | 2007 RZ68              | 10 de setembre de 2007 | Kitt Peak            | Spacewatch             |
| 304856          | 2007 RA71              | 10 de setembre de 2007 | Kitt Peak            | Spacewatch             |
| 304857          | 2007 RP72              | 10 de setembre de 2007 | Mount Lemmon         | Mt. Lemmon Survey      |
| 304858          | 2007 RQ77              | 10 de setembre de 2007 | Mount Lemmon         | Mt. Lemmon Survey      |
| 304859          | 2007 RS80              | 10 de setembre de 2007 | Mount Lemmon         | Mt. Lemmon Survey      |
| 304860          | 2007 RF93              | 10 de setembre de 2007 | Kitt Peak            | Spacewatch             |
| 304861          | 2007 RY95              | 10 de setembre de 2007 | Kitt Peak            | Spacewatch             |
| 304862          | 2007 RM97              | 10 de setembre de 2007 | Kitt Peak            | Spacewatch             |
| 304863          | 2007 RS97              | 10 de setembre de 2007 | Kitt Peak            | Spacewatch             |
| 304864          | 2007 RW98              | 10 de setembre de 2007 | Kitt Peak            | Spacewatch             |
| 304865          | 2007 RF107             | 11 de setembre de 2007 | Mount Lemmon         | Mt. Lemmon Survey      |
| 304866          | 2007 RU114             | 11 de setembre de 2007 | Kitt Peak            | Spacewatch             |
| 304867          | 2007 RU116             | 11 de setembre de 2007 | Kitt Peak            | Spacewatch             |
| 304868          | 2007 RL131             | 12 de setembre de 2007 | Kitt Peak            | Spacewatch             |
| 304869          | 2007 RO131             | 12 de setembre de 2007 | Kitt Peak            | Spacewatch             |
| 304870          | 2007 RS137             | 14 de setembre de 2007 | Anderson Mesa        | LONEOS                 |
| 304871          | 2007 RA141             | 13 de setembre de 2007 | Socorro              | LINEAR                 |
| 304872          | 2007 RN142             | 13 de setembre de 2007 | Socorro              | LINEAR                 |
| 304873          | 2007 RD148             | 11 de setembre de 2007 | Purple Mountain      | PMO NEO Survey Program |
| 304874          | 2007 RV148             | 12 de setembre de 2007 | Catalina             | CSS                    |
| 304875          | 2007 RH149             | 12 de setembre de 2007 | Anderson Mesa        | LONEOS                 |
| 304876          | 2007 RR151             | 10 de setembre de 2007 | Kitt Peak            | Spacewatch             |
| 304877          | 2007 RF158             | 5 de setembre de 2007  | Catalina             | CSS                    |
| 304878          | 2007 RO158             | 12 de setembre de 2007 | Catalina             | CSS                    |
| 304879          | 2007 RE161             | 13 de setembre de 2007 | Mount Lemmon         | Mt. Lemmon Survey      |
| 304880          | 2007 RD166             | 10 de setembre de 2007 | Kitt Peak            | Spacewatch             |
| 304881          | 2007 RB168             | 10 de setembre de 2007 | Kitt Peak            | Spacewatch             |
| 304882          | 2007 RS168             | 10 de setembre de 2007 | Kitt Peak            | Spacewatch             |
| 304883          | 2007 RZ174             | 10 de setembre de 2007 | Kitt Peak            | Spacewatch             |
| 304884          | 2007 RW175             | 8 de setembre de 2007  | Mount Lemmon         | Mt. Lemmon Survey      |
| 304885          | 2007 RV176             | 10 de setembre de 2007 | Mount Lemmon         | Mt. Lemmon Survey      |
| 304886          | 2007 RN179             | 10 de setembre de 2007 | Mount Lemmon         | Mt. Lemmon Survey      |
| 304887          | 2007 RY182             | 12 de setembre de 2007 | Catalina             | CSS                    |
| 304888          | 2007 RE189             | 10 de setembre de 2007 | Kitt Peak            | Spacewatch             |
| 304889          | 2007 RR193             | 12 de setembre de 2007 | Kitt Peak            | Spacewatch             |
| 304890          | 2007 RR198             | 13 de setembre de 2007 | Mount Lemmon         | Mt. Lemmon Survey      |
| 304891          | 2007 RK199             | 13 de setembre de 2007 | Catalina             | CSS                    |
| 304892          | 2007 RR200             | 13 de setembre de 2007 | Kitt Peak            | Spacewatch             |
| 304893          | 2007 RX200             | 13 de setembre de 2007 | Kitt Peak            | Spacewatch             |
| 304894          | 2007 RJ209             | 10 de setembre de 2007 | Kitt Peak            | Spacewatch             |
| 304895          | 2007 RJ213             | 12 de setembre de 2007 | Mount Lemmon         | Mt. Lemmon Survey      |
| 304896          | 2007 RS223             | 8 de setembre de 2007  | Mount Lemmon         | Mt. Lemmon Survey      |
| 304897          | 2007 RG225             | 10 de setembre de 2007 | Kitt Peak            | Spacewatch             |
| 304898          | 2007 RE228             | 10 de setembre de 2007 | Mount Lemmon         | Mt. Lemmon Survey      |
| 304899          | 2007 RY235             | 12 de setembre de 2007 | Mount Lemmon         | Mt. Lemmon Survey      |
| 304900          | 2007 RV238             | 14 de setembre de 2007 | Catalina             | CSS                    |

## 304901-305000
| Nom    | Designació provisional | Data de descobriment   | Lloc de descobriment | Descobridor/s          |
| ------ | ---------------------- | ---------------------- | -------------------- | ---------------------- |
| 304901 | 2007 RJ241             | 11 de setembre de 2007 | Purple Mountain      | PMO NEO Survey Program |
| 304902 | 2007 RN245             | 11 de setembre de 2007 | Kitt Peak            | Spacewatch             |
| 304903 | 2007 RA257             | 14 de setembre de 2007 | Catalina             | CSS                    |
| 304904 | 2007 RT258             | 14 de setembre de 2007 | Mount Lemmon         | Mt. Lemmon Survey      |
| 304905 | 2007 RK264             | 15 de setembre de 2007 | Mount Lemmon         | Mt. Lemmon Survey      |
| 304906 | 2007 RQ271             | 15 de setembre de 2007 | Mount Lemmon         | Mt. Lemmon Survey      |
| 304907 | 2007 RY277             | 5 de setembre de 2007  | Catalina             | CSS                    |
| 304908 | 2007 RM281             | 13 de setembre de 2007 | Catalina             | CSS                    |
| 304909 | 2007 RU283             | 3 de setembre de 2007  | Catalina             | CSS                    |
| 304910 | 2007 RV283             | 5 de setembre de 2007  | Catalina             | CSS                    |
| 304911 | 2007 RX284             | 12 de setembre de 2007 | Mount Lemmon         | Mt. Lemmon Survey      |
| 304912 | 2007 RS287             | 10 de setembre de 2007 | Kitt Peak            | Spacewatch             |
| 304913 | 2007 RK289             | 12 de setembre de 2007 | Mount Lemmon         | Mt. Lemmon Survey      |
| 304914 | 2007 RD292             | 12 de setembre de 2007 | Mount Lemmon         | Mt. Lemmon Survey      |
| 304915 | 2007 RV294             | 14 de setembre de 2007 | Mount Lemmon         | Mt. Lemmon Survey      |
| 304916 | 2007 RA295             | 14 de setembre de 2007 | Mount Lemmon         | Mt. Lemmon Survey      |
| 304917 | 2007 RB296             | 15 de setembre de 2007 | Kitt Peak            | Spacewatch             |
| 304918 | 2007 RK296             | 14 de setembre de 2007 | Mount Lemmon         | Mt. Lemmon Survey      |
| 304919 | 2007 RS296             | 14 de setembre de 2007 | Mount Lemmon         | Mt. Lemmon Survey      |
| 304920 | 2007 RN301             | 13 de setembre de 2007 | Mount Lemmon         | Mt. Lemmon Survey      |
| 304921 | 2007 RY301             | 14 de setembre de 2007 | Mount Lemmon         | Mt. Lemmon Survey      |
| 304922 | 2007 RQ302             | 10 de setembre de 2007 | Mount Lemmon         | Mt. Lemmon Survey      |
| 304923 | 2007 RG310             | 5 de setembre de 2007  | Catalina             | CSS                    |
| 304924 | 2007 RF312             | 12 de setembre de 2007 | Catalina             | CSS                    |
| 304925 | 2007 RG313             | 5 de setembre de 2007  | Catalina             | CSS                    |
| 304926 | 2007 RH313             | 5 de setembre de 2007  | Catalina             | CSS                    |
| 304927 | 2007 RC316             | 13 de setembre de 2007 | Kitt Peak            | Spacewatch             |
| 304928 | 2007 RP320             | 13 de setembre de 2007 | Mount Lemmon         | Mt. Lemmon Survey      |
| 304929 | 2007 RF321             | 13 de setembre de 2007 | Anderson Mesa        | LONEOS                 |
| 304930 | 2007 RJ322             | 12 de setembre de 2007 | Catalina             | CSS                    |
| 304931 | 2007 RY322             | 14 de setembre de 2007 | Mount Lemmon         | Mt. Lemmon Survey      |
| 304932 | 2007 RB323             | 14 de setembre de 2007 | Kitt Peak            | Spacewatch             |
| 304933 | 2007 RK324             | 15 de setembre de 2007 | Mount Lemmon         | Mt. Lemmon Survey      |
| 304934 | 2007 RZ325             | 15 de setembre de 2007 | Mount Lemmon         | Mt. Lemmon Survey      |
| 304935 | 2007 SE2               | 19 de setembre de 2007 | Dauban               | Chante-Perdrix         |
| 304936 | 2007 SG2               | 19 de setembre de 2007 | Altschwendt          | W. Ries                |
| 304937 | 2007 SM11              | 26 de setembre de 2007 | Mount Lemmon         | Mt. Lemmon Survey      |
| 304938 | 2007 SF16              | 30 de setembre de 2007 | Kitt Peak            | Spacewatch             |
| 304939 | 2007 SP18              | 18 de setembre de 2007 | Mount Lemmon         | Mt. Lemmon Survey      |
| 304940 | 2007 SR19              | 25 de setembre de 2007 | Mount Lemmon         | Mt. Lemmon Survey      |
| 304941 | 2007 TC4               | 6 d'octubre de 2007    | Pla D'Arguines       | R. Ferrando            |
| 304942 | 2007 TK4               | 6 d'octubre de 2007    | 7300                 | W. K. Y. Yeung         |
| 304943 | 2007 TO4               | 6 d'octubre de 2007    | 7300                 | W. K. Y. Yeung         |
| 304944 | 2007 TK6               | 3 de setembre de 2007  | Catalina             | CSS                    |
| 304945 | 2007 TF8               | 7 d'octubre de 2007    | Catalina             | CSS                    |
| 304946 | 2007 TS9               | 6 d'octubre de 2007    | Socorro              | LINEAR                 |
| 304947 | 2007 TZ9               | 6 d'octubre de 2007    | Socorro              | LINEAR                 |
| 304948 | 2007 TT16              | 4 d'octubre de 2007    | Catalina             | CSS                    |
| 304949 | 2007 TD17              | 7 d'octubre de 2007    | Cordell-Lorenz       | Cordell-Lorenz         |
| 304950 | 2007 TA31              | 4 d'octubre de 2007    | Kitt Peak            | Spacewatch             |
| 304951 | 2007 TG37              | 4 d'octubre de 2007    | Catalina             | CSS                    |
| 304952 | 2007 TY40              | 6 d'octubre de 2007    | Kitt Peak            | Spacewatch             |
| 304953 | 2007 TG41              | 6 d'octubre de 2007    | Kitt Peak            | Spacewatch             |
| 304954 | 2007 TP49              | 4 d'octubre de 2007    | Kitt Peak            | Spacewatch             |
| 304955 | 2007 TM51              | 4 d'octubre de 2007    | Kitt Peak            | Spacewatch             |
| 304956 | 2007 TW51              | 13 de març de 2005     | Kitt Peak            | Spacewatch             |
| 304957 | 2007 TM52              | 4 d'octubre de 2007    | Kitt Peak            | Spacewatch             |
| 304958 | 2007 TT63              | 7 d'octubre de 2007    | Mount Lemmon         | Mt. Lemmon Survey      |
| 304959 | 2007 TX66              | 12 d'octubre de 2007   | 7300                 | W. K. Y. Yeung         |
| 304960 | 2007 TT77              | 5 d'octubre de 2007    | Kitt Peak            | Spacewatch             |
| 304961 | 2007 TV83              | 8 d'octubre de 2007    | Mount Lemmon         | Mt. Lemmon Survey      |
| 304962 | 2007 TR93              | 6 d'octubre de 2007    | Kitt Peak            | Spacewatch             |
| 304963 | 2007 TE94              | 7 d'octubre de 2007    | Catalina             | CSS                    |
| 304964 | 2007 TR99              | 8 d'octubre de 2007    | Mount Lemmon         | Mt. Lemmon Survey      |
| 304965 | 2007 TL125             | 6 d'octubre de 2007    | Kitt Peak            | Spacewatch             |
| 304966 | 2007 TM126             | 6 d'octubre de 2007    | Kitt Peak            | Spacewatch             |
| 304967 | 2007 TC130             | 6 d'octubre de 2007    | Kitt Peak            | Spacewatch             |
| 304968 | 2007 TE132             | 7 d'octubre de 2007    | Mount Lemmon         | Mt. Lemmon Survey      |
| 304969 | 2007 TN132             | 7 d'octubre de 2007    | Mount Lemmon         | Mt. Lemmon Survey      |
| 304970 | 2007 TG151             | 9 d'octubre de 2007    | Socorro              | LINEAR                 |
| 304971 | 2007 TT151             | 9 d'octubre de 2007    | Socorro              | LINEAR                 |
| 304972 | 2007 TF153             | 9 d'octubre de 2007    | Socorro              | LINEAR                 |
| 304973 | 2007 TL160             | 9 d'octubre de 2007    | Socorro              | LINEAR                 |
| 304974 | 2007 TG161             | 11 d'octubre de 2007   | Socorro              | LINEAR                 |
| 304975 | 2007 TR162             | 11 d'octubre de 2007   | Socorro              | LINEAR                 |
| 304976 | 2007 TF171             | 12 d'octubre de 2007   | Dauban               | Chante-Perdrix         |
| 304977 | 2007 TA177             | 6 d'octubre de 2007    | Kitt Peak            | Spacewatch             |
| 304978 | 2007 TE179             | 7 d'octubre de 2007    | Catalina             | CSS                    |
| 304979 | 2007 TQ186             | 13 d'octubre de 2007   | Socorro              | LINEAR                 |
| 304980 | 2007 TS203             | 8 d'octubre de 2007    | Mount Lemmon         | Mt. Lemmon Survey      |
| 304981 | 2007 TR214             | 7 d'octubre de 2007    | Catalina             | CSS                    |
| 304982 | 2007 TF215             | 7 d'octubre de 2007    | Kitt Peak            | Spacewatch             |
| 304983 | 2007 TH216             | 7 d'octubre de 2007    | Kitt Peak            | Spacewatch             |
| 304984 | 2007 TZ216             | 7 d'octubre de 2007    | Kitt Peak            | Spacewatch             |
| 304985 | 2007 TZ217             | 7 d'octubre de 2007    | Kitt Peak            | Spacewatch             |
| 304986 | 2007 TP218             | 7 d'octubre de 2007    | Kitt Peak            | Spacewatch             |
| 304987 | 2007 TT227             | 8 d'octubre de 2007    | Kitt Peak            | Spacewatch             |
| 304988 | 2007 TB228             | 8 d'octubre de 2007    | Kitt Peak            | Spacewatch             |
| 304989 | 2007 TU230             | 8 d'octubre de 2007    | Kitt Peak            | Spacewatch             |
| 304990 | 2007 TZ231             | 8 d'octubre de 2007    | Kitt Peak            | Spacewatch             |
| 304991 | 2007 TN239             | 10 d'octubre de 2007   | Kitt Peak            | Spacewatch             |
| 304992 | 2007 TV240             | 6 d'octubre de 2007    | Kitt Peak            | Spacewatch             |
| 304993 | 2007 TV244             | 8 d'octubre de 2007    | Catalina             | CSS                    |
| 304994 | 2007 TR248             | 11 d'octubre de 2007   | Kitt Peak            | Spacewatch             |
| 304995 | 2007 TS248             | 11 d'octubre de 2007   | Catalina             | CSS                    |
| 304996 | 2007 TG254             | 8 d'octubre de 2007    | Mount Lemmon         | Mt. Lemmon Survey      |
| 304997 | 2007 TL258             | 10 d'octubre de 2007   | Mount Lemmon         | Mt. Lemmon Survey      |
| 304998 | 2007 TS261             | 10 d'octubre de 2007   | Kitt Peak            | Spacewatch             |
| 304999 | 2007 TY262             | 10 d'octubre de 2007   | Kitt Peak            | Spacewatch             |
| 305000 | 2007 TJ263             | 10 d'octubre de 2007   | Kitt Peak            | Spacewatch             |